# 日本の女優一覧
日本の女優一覧（にほんのじょゆういちらん）は、主に日本で活動する女優の五十音順一覧（故人を含む）。ウィキペディア内に記事が存在する人物。Category:日本の女優も参照。
| 目次 | 目次 | 目次 | 目次 | 目次 | 目次 | 目次 | 目次 | 目次 | 目次 | 目次 |
| ---- | ---- | ---- | ---- | ---- | ---- | ---- | ---- | ---- | ---- | ---- |
| わ   | ら   | や   | ま   | は   |      | な   | た   | さ   | か   | あ   |
|      | り   |      | み   | ひ   |      | に   | ち   | し   | き   | い   |
| を   | る   | ゆ   | む   | ふ   |      | ぬ   | つ   | す   | く   | う   |
|      | れ   |      | め   | へ   |      | ね   | て   | せ   | け   | え   |
| ん   | ろ   | よ   | も   | ほ   |      | の   | と   | そ   | こ   | お   |

関連項目

## 五十音順一覧

### あ行

#### あ
- 藍とも子
- 阿井美千子
- 愛耀子
- 愛華みれ
- 藍川あさ乃
- 相川結
- 愛川裕子
- 相沢なほこ
- 相澤仁美
- 相沢まき
- 逢沢りな
- 愛染恭子
- 相築あきこ
- 愛田純
- 相田翔子
- 相原愛
- 相原えみり
- あいはら友子
- 相原勇
- 相武紗季
- 相本久美子
- 葵
- 蒼あんな
- 葵わかな
- 蒼井優
- 蒼れいな
- 青木琴美
- 青木さやか
- 青木英美
- 青木まゆこ
- 青田典子
- 青地公美
- 青山知可子
- 青山倫子
- 青山雪菜
- 赤木春恵
- 赤座美代子
- 赤坂小梅
- 茜澤茜
- 茜子（遠山茜子）
- 赤嶺寿乃
- 揚田亜紀
- 阿川泰子
- 亜希いずみ
- あき竹城
- 阿木燿子
- 亜希子
- 秋川リサ
- 秋篠美帆
- 秋田真琴
- 秋月三佳
- AKINA
- あきのはじめ
- 秋野暢子
- 秋元才加
- 秋元真夏
- 秋本祐希
- 秋本奈緒美
- 秋山依里
- 秋山菜津子
- 秋山実希
- 秋山莉奈
- 秋吉久美子
- 秋吉満ちる
- 亜湖
- 朝岡実嶺
- 麻丘めぐみ
- 朝丘雪路
- 浅丘ルリ子
- 朝加真由美
- 浅香光代
- 浅川稚広
- 麻木久仁子
- 朝倉あき
- 浅倉いづみ
- 朝倉えりか
- 麻倉未稀
- 麻里万里
- 麻路さき
- 浅茅しのぶ
- 浅茅陽子
- 浅田美代子
- 麻田ルミ
- 浅野愛子
- 浅野温子
- 麻乃佳世
- 浅野真弓
- 浅野ゆう子
- 旭輝子
- 朝比奈順子
- 朝海ひかる
- 浅見美那
- 朝見優香
- 麻実れい
- 浅見れいな
- 朝宮真由
- 浅利香津代
- 芦川いづみ
- 芦川よしみ
- 芦田愛菜
- 芦名星
- 葦原邦子
- 葦笛るか
- あじゃ
- 飛鳥裕子
- 飛鳥凛
- 足助美岐子
- 梓英子
- 東恵美子
- 東ちづる
- 東てる美
- 東李苑
- 東屋トン子
- あづみれいか
- 麻生かおり
- 麻生久美子
- 麻生祐未
- 安達祐実
- 足立梨花
- 安谷屋なぎさ
- 阿知波悟美
- 渥美マリ
- 渥美れい子
- 穴井千尋
- 阿南敦子
- 安倍麻美
- あべ静江
- 阿部純子
- 阿部寿美子
- 阿部知代
- 安倍なつみ
- 阿部マリア
- あびる優
- 天地総子
- 天海祐希
- 甘利はるな
- 網浜直子
- 安室奈美恵
- あめくみちこ
- 彩輝なお
- 綾瀬はるか
- 彩乃かなみ
- 彩音凛
- 彩夢
- 鮎ゆうき
- 鮎川いずみ
- 荒井千津子
- 荒井乃梨子
- 荒井萌
- 新井晴み
- 新垣仁絵
- 新垣結衣
- 荒川静香
- 荒川ちか
- 新木優子
- 荒木由美子
- 荒砂ゆき
- 安良城紅
- 新珠三千代
- 安蘭けい
- 有坂来瞳
- 有末麻祐子
- 有馬稲子
- 有村架純
- 有森也実
- 有吉ひとみ
- 淡路恵子
- 淡島千景
- 杏
- ANZA
- 安西愛子
- 安斉かれん
- 安西郷子
- 安西マリア
- 安寿ミラ
- 杏さゆり
- 安藤サクラ
- 安藤なつ
- 安奈淳
- 有安杏果

#### い
- 飯窪春菜
- 飯島直子
- 飯田圭織
- 飯田蝶子
- 飯塚由衣
- 飯豊まりえ
- 飯沼愛
- 伊央里直加
- 五十嵐淳子
- 五十嵐めぐみ
- 井川遥
- 生稲晃子
- 生田悦子
- 生田絵梨花
- 生田智子
- 幾野道子
- 池田エライザ
- 池まり子
- 池玲子
- 池内淳子
- 池上季実子
- 池田昌子
- 池田光咲
- 池津祥子
- 池波志乃
- 池脇千鶴
- 生駒里奈
- 伊佐山ひろ子
- 井澤明子
- 伊沢蘭奢
- 石井あす香
- 石井杏奈
- 石井希和
- 石井トミコ
- 石井苗子
- 石井めぐみ
- 石井萌々果
- 石川亜沙美
- 石川紗彩
- 石川美津穂
- 石川由依
- 石川梨華
- いしだあゆみ
- 石田亜佑美
- 石田安奈
- 石田えり
- 石田晴香
- 石田ひかり
- 石田比奈子
- 石田未来
- 石田ゆり子
- 石堂夏央
- 石野真子
- いしのようこ
- 石橋杏奈
- 石橋けい
- 石橋菜津美
- 石原あつ美
- 石原さとみ
- 石原初音
- 石原まき子
- 石原真理
- 石村とも子
- 石渡ひろみ
- 井関佳子
- 泉晶子
- 和泉今日子
- 泉京子
- 泉じゅん
- 泉ピン子
- 和泉雅子
- 泉里香
- 泉本のり子
- 一木有海
- 市來玲奈
- 出雲綾
- 磯村みどり
- 板野友美
- 板谷由夏
- 市井紗耶香
- 市川純
- 市川春代
- 市川寛子
- 市川美織
- 市川実日子
- 市川実和子
- 市川由衣
- 市毛良枝
- 市地洋子
- 市田ひろみ
- 一ノ瀬康子
- 一戸奈美
- 一の宮あつ子
- 市原悦子
- 市丸
- 市丸和代
- 市道真央
- 一路真輝
- 一色采子
- 一色紗英
- いとうあいこ
- いとうあさこ
- 伊藤歩
- 伊東恵里
- 伊藤佳織
- 伊藤かずえ
- 伊藤沙莉
- 伊藤咲子
- 伊藤千晃
- 伊藤つかさ
- 伊藤寧々
- いとうまい子
- 伊藤真奈美
- 伊藤真奈美
- 伊藤万理華
- 伊藤美紀
- 伊東美咲
- 伊藤美奈子
- 伊藤美由紀
- 伊藤めぐみ
- 伊藤裕子
- 伊藤蘭
- 伊藤梨沙子
- 伊藤るり子
- 稲垣美穂子
- 稲田奈緒
- 稲野和子
- 稲森いずみ
- 犬山イヌコ
- 井上小百合
- 井上朋子
- 井上晴美
- 井上真央
- 井上麻美子
- 井上雪子
- 井上和香
- 井原千寿子
- 今井恵理
- 今井紫普
- 今井ちひろ
- 今井美樹
- 今宿麻美
- 今田美桜
- 今出川西紀
- 今村恵子
- 今村雅美
- 井村空美
- 井森美幸
- 入江たか子
- 入江美樹
- 入江若葉
- 入山杏奈
- 入山法子
- 岩井堂聖子
- 岩井友見
- 岩佐真悠子
- 岩佐美咲
- 岩崎加根子
- 岩崎ひろみ
- 岩崎良美
- 岩下志麻
- 岩田華怜
- 岩田さゆり
- 岩名美紗子
- 岩本千春
- 岩本多代
- 今泉佑唯

#### う
- 植木まり子
- 上戸彩
- 上野樹里
- 上野みさ
- 上原さくら
- 上原多香子
- 上原ちえ
- 上原まり
- 上原美佐
- 上原美佐
- 鵜飼真帆
- 宇治みさ子
- 牛原千恵
- 臼田あさ美
- 宇高志保
- 歌川八重子
- 内田春菊
- 内田淳子
- 内田眞由美
- 内田もも香
- 内田有紀
- 内田理央
- 内山理名
- 内海桂子
- うつみ宮土理
- 宇津宮雅代
- 宇野なおみ
- 宇野実彩子
- 梅田彩佳
- 梅田智子
- 梅原真子
- 梅舟惟永
- 梅宮万紗子
- 梅村蓉子
- 浦江アキコ
- 浦里はる美
- 浦野一美
- 浦辺粂子

#### え
- 榮倉奈々
- 江川有未
- 江口のりこ
- 江口由起
- 絵沢萠子
- 江澤璃菜
- 江角マキコ
- 江戸川蘭子
- エド・はるみ
- 衛藤美彩
- 江夏夕子
- 江波和子
- 江波杏子
- 江上敬子
- 榎本加奈子
- 榎本美佐江
- 海老名美どり
- 蛯原友里
- えまおゆう
- 映美くらら
- 絵門ゆう子
- 英玲奈
- 江利チエミ
- 絵梨華
- 円城寺あや
- 遠藤あど
- 遠藤久美子
- 遠藤舞
- 遠藤真理子

#### お
- 及川奈央
- 黄前ナオミ
- 應蘭芳
- 大浦みずき
- 大家志津香
- 大方斐紗子
- 大川栄子
- 大川恵子
- 扇千景
- 大木優紀
- 大楠道代
- 大久保佳代子
- 大久保麻理子
- 大桑マイミ
- 大後寿々花
- 大河内奈々子
- 大坂のどか
- 大崎望絵
- 大沢あかね
- 大沢逸美
- 大沢さやか
- 大信田礼子
- 大下容子
- 大島さと子
- 大島美幸
- 大島優子
- 大島蓉子
- 大島涼花
- 大路三千緒
- 大路恵美
- 大空眞弓
- 多田愛佳
- 大田ななみ
- 太田有美
- 大寶智子
- 大田黒久美
- 大竹しのぶ
- 大谷直子
- 大塚愛
- 大塚シノブ
- 大塚千弘
- 大塚寧々
- 大塚水月
- 大塚良重
- 鳳八千代
- 鳳蘭
- 大鳥れい
- 大友花恋
- 大西結花
- 大貫杏里
- 大野いと
- 大野真緒
- 大野由加里
- 大場久美子
- 大場美奈
- 大橋彩香
- 大橋沙代子
- 大橋雅子
- 大原櫻子
- 大原ますみ
- 大原麗子
- 大堀恵
- 大政絢
- 大峯麻友
- 大森暁美
- 大矢真那
- 大山貴世
- 大山デブ子
- 大山のぶ代
- 大和田南那
- 大和田美帆
- 岡あゆみ
- 岡幸恵
- 丘さとみ
- 岡まゆみ
- 丘みつ子
- 岡井千聖
- 岡江久美子
- 小笠原茉由
- 岡崎友紀
- 岡島艶子
- 岡田茜
- 岡田薫
- 岡田可愛
- 岡田奈々
- 岡田奈々
- 岡田茉莉子
- 岡田めぐみ
- 岡田結実
- 岡田嘉子
- 岡田莉世
- 岡野さくら
- 岡本綾
- 岡本杏理
- 岡本香了
- 岡本夏美
- 岡本舞
- 岡本茉利
- 岡本麗
- 岡本玲
- 小川あさ美
- 小川彩佳
- 小川甲子
- 緒川たまき
- 小川知子
- 小川範子
- 小川眞由美
- 小川よりこ
- 沖直未
- 小木曽汐莉
- 奥菜恵
- 荻窪えき
- 荻野目慶子
- 荻野目洋子
- 荻野由佳
- 奥山かずさ
- 奥咲姫
- 奥真奈美
- 奥貫薫
- 小椋寛子
- 小椋久美子
- 小倉みね子
- 小倉優子
- 尾崎ナナ
- 尾崎千瑛
- 長内美那子
- 小沢真珠
- 小沢まゆ
- 押切もえ
- 忍足亜希子
- 小谷美裕
- 尾高杏奈
- 小高早紀
- 小田切正代
- 小田切みき
- 越智静香
- 越智千恵子
- 音無真喜子
- 音無美紀子
- 乙羽信子
- 小野恵令奈
- 小野花梨
- 小野千春
- 小野妃香里
- 小野晴香
- 小野ひずる
- 尾野真千子
- 小野真弓
- 尾花貴絵
- 於保佐代子
- 小山田サユリ
- 折原啓子
- 折原真紀
- 折山みゆ

### か行

#### か
- 甲斐麻美
- 甲斐まり恵
- 櫂作真帆
- 皆藤愛子
- 楓
- 香川京子
- 加賀まりこ
- 柿崎芽実
- 賀来千香子
- 神楽坂浮子
- 筧美和子
- 加護亜依
- 河西智美
- 風戸蘭七
- 風祭ゆき
- 風見章子
- 加地千尋
- 梶三和子
- 梶芽衣子
- 香椎由宇
- 鹿島とも子
- 我謝よしか
- 樫山文枝
- 華城季帆
- 柏木由紀
- 柏木由紀子
- 柏原芳恵
- 梶原ひかり
- 和由布子
- 和音美桜
- 春日野八千代
- 片岡サチ
- 片岡凜
- 片岡礼子
- 片桐はいり
- 片桐夕子
- 片瀬那奈
- かたせ梨乃
- 片平なぎさ
- 片山さゆり
- 片山瞳
- 片山陽加
- 片山由美子
- 賀田裕子
- 勝村美香
- 勝間和代
- 桂木文
- 葛城文子
- 桂木洋子
- 桂木梨江
- 加藤あい
- 加藤明子 (女優)
- 加藤綾子
- かとうかず子
- 加藤忍
- 加藤貴子
- 加藤登紀子
- 加藤夏希
- 加藤紀子
- 加藤治子
- 加藤未央
- 加藤みどり
- 加藤るみ
- かとうれいこ
- 加藤玲奈
- 加藤ローサ
- 門脇麦
- 佳那晃子
- 金井美樹
- 金井美樹
- 金沢碧
- 金澤美穂
- 鹿沼絵里
- 金子さやか
- 叶恭子
- 叶順子
- 叶千佳
- 狩野裕香
- 賀原夏子
- 夏帆
- 鎌田奈津美
- 上白石萌歌
- 上白石萌音
- 上村香子
- 亀井絵里
- 亀井光代
- 栢木布由子
- 茅島成美
- 花山佳子
- 香山美子
- 加山麗子
- 唐木恵子
- 唐沢美帆
- 烏丸せつこ
- 香里奈
- 廠のえる
- カルーセル麻紀
- カルメン・マキ
- 可愛かずみ
- 川合千春
- 河合奈保子
- 河合美智子
- 河内桃子
- 川栄李奈
- 川勝あか梨
- 川上貞奴
- 川上麻衣子
- 河北麻友子
- 川口晶
- 川口節子
- 川口節子
- 川口春奈
- 川崎あかね
- 川崎弘子
- 川崎真央
- 川島海荷
- 川島鈴遥
- 川島なお美
- 川田あつ子
- 川田孝子
- 川田芳子
- 川奈まり子
- 河野明子
- 川原亜矢子
- 川村カオリ
- 川村早織梨
- 川村真樹
- 川村ゆきえ
- 川村りか
- 河原崎しづ江
- 神崎愛
- 神崎詩織
- 貫地谷しほり
- 神田沙也加
- 菅野美穂
- 神戸みゆき

#### き
- 木内江莉
- 木内みどり
- 木内梨生奈
- 樹木希林
- 菊容子
- 菊川怜
- 菊池亜希子
- 菊地あやか
- 菊池麻衣子
- 菊地美香
- 菊池桃子
- 菊地凛子
- 木崎春
- 木﨑ゆりあ
- 吉佐美聖子
- 如月小春
- 岸久美子
- 岸惠子
- 岸輝子
- 岸旗江
- 岸雅
- 岸ユキ
- 岸田今日子
- 岸本加世子
- 岸野里香
- 木島杏奈
- 北あけみ
- 北川景子
- 喜多川千鶴
- 北川弘美
- 喜多川美佳
- 北川めぐみ
- 北川綾巴
- 北川和歌子
- 北沢典子
- 喜多嶋舞
- 北出菜穂
- 北乃きい
- 北林明日香
- 北林早苗
- 北林谷栄
- 北原佐和子
- 北原里英
- 北村優子
- 吉瀬美智子
- 木戸美歩
- 木南晴夏
- 木野花
- 紀比呂子
- 木内晶子
- 木之内みどり
- 木下あゆ美
- 木下春奈
- 木下百花
- 木下有希子
- 木下優樹菜
- 木の実ナナ
- 木原光知子
- 木村衣里
- 木村早苗
- 木村多江
- 木村俊恵
- 木村夏江
- 木村文乃
- キムラ緑子
- 木村由貴子
- 木村弓美
- 木村佳乃
- 木村理恵
- 木本花音
- 京唄子
- 京マチ子
- 京塚昌子
- 京野ことみ
- 清川玉枝
- 清川虹子
- 清原果耶
- 桐原エリカ
- 霧立のぼる
- 桐谷美玲
- 桐山瑠衣
- 桐山桂奈
- 桐生かほる
- 吉柳咲良
- 金久美子
- 銀粉蝶

#### く
- 久遠さやか
- 久我美子
- 久下恵美
- 草刈麻有
- 草笛光子
- 草村礼子
- 久慈あさみ
- 九條今日子
- 久嬢由起子
- 楠田薫
- 楠トシエ
- 久住小春
- 久世星佳
- 忽那汐里
- 工藤明子
- 工藤綾乃
- 工藤遥
- 工藤美桜
- 工藤萌香
- 工藤夕貴
- 工藤里紗
- 國武綾
- 国仲涼子
- 久野綾希子
- クノ真季子
- 久保菜穂子
- 久保純子
- 久保幸江
- 久保田香織
- 久保田紗友
- 久保田民絵
- 久保田直子
- 久保田磨希
- 熊井友理奈
- 熊谷奈美
- 熊崎久実
- 熊澤風花
- 熊本野映
- 久万里由香
- 倉科カナ
- 倉田瑠夏
- 倉野章子
- 倉持明日香
- 倉持由香
- 久里千春
- 栗島すみ子
- 栗田ひろみ
- 栗田よう子
- 栗原景子
- 栗原小巻
- 栗山絵美
- 栗山千明
- 来栖あつこ
- 紅萬子
- 黒川智花
- 黒川芽以
- 黒木華
- 黒木瞳
- 黒木真由美
- 黒木マリナ
- 黒木メイサ
- 黒坂真美
- 久慈暁子
- 黒島結菜
- 黒沢あすか
- 黒沢かずこ
- 黒沢のり子
- 黒澤優
- 黒瀬真奈美
- 黒田福美
- 黒田由祈
- 黒田百合
- 黒谷友香
- 黒柳徹子
- 桑野通子
- 桑野みゆき
- 桑原みずき
- 郡司あやの

#### け
- 研ナオコ
- 玄覺悠子
- 剱持たまき

#### こ
- 小池栄子
- 小池唯
- 小池里奈
- 小泉今日子
- 小出由華
- 香坂みゆき
- 幸澤沙良
- 河野由佳
- 剛力彩芽
- 古賀さと子
- 国生さゆり
- 国分佐智子
- 木暮実千代
- 小桜セレナ
- 小桜葉子
- 越路吹雪
- 小芝風花
- 小島可奈子
- 小島法子
- 小嶋陽菜
- 小島藤子
- 小嶋真子
- 小島聖
- 児島美ゆき
- 小島梨里杏
- 小島瑠璃子
- 古城都
- 五大路子
- 古館ゆき
- こだま愛
- こだまこずえ
- 兒玉遥
- 東風万智子
- 古手川伸子
- 古手川祐子
- 琴糸路
- 後藤果萌
- 後藤久美子
- 後藤真希
- 寿ひずる
- 小西寛子
- 小西真奈美
- 小西美帆
- 小橋めぐみ
- 小林綾子
- 小林かおり
- 小林香菜
- 小林きな子
- 小林幸子
- 小林聡美
- 小林千枝
- 小林千香子
- 小林千登勢
- 小林トシ江
- 小林トシ子
- 小林ひとみ
- 小林真佐美
- 小林涼子
- 駒木なおみ
- 小松彩夏
- 小松千春
- 小松菜奈
- 小松みどり
- 小松みどり
- 小松みゆき
- こままりえ
- 小嶺麗奈
- 小宮有紗
- 込山榛香
- 小向美奈子
- 古村比呂
- 小森香乃
- 小森美果
- 小柳歩
- 小柳ルミ子
- 小山明子
- 小山ルミ
- 小雪
- 今陽子
- 近藤綾子
- 近藤圭子
- 近藤春菜
- 近藤美恵子
- 近藤里奈
- 近野成美
- 紺野まひる
- 今野鮎莉
- 紺野美沙子
- 今野陽佳
- 湖月わたる
- 小林由依
- 小坂菜緒

### さ行

#### さ
- 財前直見
- 齋藤飛鳥
- 斉藤慶子
- 斉藤千晃
- 斉藤舞子
- 斉藤真木子
- 斉藤優里
- 斉藤由貴
- 斎藤陽子
- 齊藤夢愛
- 斉藤りさ
- 斉藤里奈
- 斉藤レイ
- 佐伯日菜子
- 三枝雄子
- 早乙女愛
- 早織
- 瑳峨三智子
- 酒井彩名
- 酒井法子
- 坂井真紀
- 酒井美紀
- 酒井米子
- 酒井和歌子
- 酒井若菜
- 坂上香織
- 榊ひろみ
- 榊原郁恵
- 坂口良子
- 坂崎愛
- 坂田梨香子
- 坂野友香
- 坂本スミ子
- 佐良直美
- 佐河ゆい
- 佐久間良子
- 佐倉亜実
- 桜京子
- 桜京美
- 桜まゆみ
- 桜むつ子
- 櫻井淳子
- 桜井玲香
- 桜井幸子
- 桜井ひかり
- 桜井浩子
- さくらい雅子
- 桜井日奈子
- 桜井ユキ
- 桜田淳子
- 桜田千枝子
- 桜田ひより
- 桜庭ななみ
- 桜町弘子
- 佐々木愛
- 佐々木心音
- 佐々木彩夏
- 佐々木史帆
- 佐々木すみ江
- 佐々木直美
- 佐々木希
- 笹本玲奈
- 笹森礼子
- 指原莉乃
- 佐田真由美
- 佐武宇綺
- 佐竹桃華
- 佐津川愛美
- 五月みどり
- 佐藤藍子
- 佐藤亜美菜
- 佐藤ありさ
- 佐藤江梨子
- 佐藤さくら
- 佐藤すみれ
- さとう珠緒
- 佐藤仁美
- 佐藤寛子
- 佐藤友美
- 佐藤晴美
- 佐藤誠純
- 佐藤優樹
- 佐藤めぐみ
- 佐藤康恵
- 佐藤由加理
- さとう里香
- 里田まい
- 里中唯
- 佐野アツ子
- 小夜福子
- 鞘師里保
- 沢たまき
- 沢井桂子
- 澤井孝子
- 沢井美優
- 沢井桃子
- 沢木ルカ
- 沢口靖子
- 沢尻エリカ
- 沢田亜矢子
- 沢田和美
- 沢田雅美
- 澤真希
- 沢村貞子
- 澤村春子
- 三条魔子
- 三條美紀
- 山東昭子
- 三東ルシア
- サントス・アンナ
- 三野宮鈴

#### し
- 椎名英姫
- 椎名法子
- 塩沢とき
- 潮田玲子
- 志田未来
- 篠ひろ子
- 篠田麻里子
- 篠原愛実
- 志乃原良子
- 篠原涼子
- 柴咲コウ
- 柴田時江
- 柴田美保子
- 柴田理恵
- 柴本幸
- 柴山智加
- 渋谷飛鳥
- 渋谷琴乃
- 渋谷桃子
- 志保
- 志穂美悦子
- 志麻いづみ
- 志摩みずえ
- 島崎遥香
- 島崎雪子
- 島崎和歌子
- 島田歌穂
- 島田晴香
- 島田ゆかり
- 島田陽子
- 島谷ひとみ
- 島村佳江
- 島本真衣
- 志水季里子
- 清水沙映
- 清水佐紀
- 清水ひとみ
- 清水まゆみ
- 清水美砂
- 清水ミチコ
- 清水めぐみ
- 清水萌々子
- 清水由貴子
- 釈由美子
- ジャニス・アラガオ
- ジャネット八田
- 趣里
- ジュディ・オング
- 純名里沙
- 正司歌江
- 正司照江
- 正司花江
- 生野陽子
- 城恵理子
- 上西恵
- 白坂奈々
- 白井珠希
- 白石加代子
- 白石聖
- 白石奈緒美
- 白石麻衣
- 白石まるみ
- 白石美帆
- 白川和子
- 白川みなみ
- 白川由美
- 白木万理
- 白木美貴子
- 白島靖代
- 白都真理
- 白鳥久美子
- 白鳥百合子
- 白間美瑠
- 秦由香里
- 新川優愛
- 真行寺君枝
- 新條由芽
- 新藤恵美
- 進藤七枝
- 新橋耐子
- 神保美喜

#### す
- 水前寺清子
- 末永遥
- 末広ゆい
- 菅井きん
- 姿晴香
- 姿美千子
- 須上佳名子
- 菅谷梨沙子
- 杉葉子
- 杉咲花
- 杉田かおる
- 杉田景子
- 杉田弘子
- 杉原杏璃
- 杉村春子
- 杉本彩
- 杉本文乃
- 杉本美樹
- 杉本有美
- 杉山とく子
- スザンヌ
- 鈴鹿景子
- 涼風真世
- 鈴木愛理
- 鈴木亜美
- 鈴木杏
- 鈴木杏樹
- 鈴木えみ
- 鈴木かすみ
- 鈴木香音
- 鈴木京香
- 鈴木紗理奈
- 鈴木砂羽
- 鈴木紫帆里
- 鈴木澄子
- 鈴木聖奈
- 鈴木智絵
- 鈴木奈々
- 鈴木保奈美
- 鈴木ほのか
- 鈴木優華
- 鈴木まりや
- 鈴木光枝
- 鈴木美帆
- 鈴木美妃
- 須田亜香里
- 須田晶紀子
- 須藤温子
- すどうかづみ
- 須藤茉麻
- 須藤理彩
- 須部浩美
- 寿美花代
- 角ゆり子
- 澄川真琴
- 角梨枝子
- すみれこ
- 墨田ユキ

#### せ
- 瀬尾智美
- 関千恵子
- 関弘子
- 関めぐみ
- 関根世津子
- 関水渚
- 関谷ますみ
- 瀬戸朝香
- 瀬戸カトリーヌ
- 瀬戸早妃
- 芹明香
- 芹川藍
- 千うらら
- 千眼美子
- 千堂あきほ
- 仙道敦子
- 千野弘美

#### そ
- 藏合紗恵子
- 曽我町子
- 相馬有紀実
- 副島美咲
- ソニン
- 園佳也子
- 園井恵子
- 染野有来
- 染谷夏子

### た行

#### た
- 田井弘子
- 大貴誠
- 大輝ゆう
- 大宮司佳代
- 大家由祐子
- 太地喜和子
- 太地琴恵
- 大地真央
- 大徳朋子
- 大門果琳
- 平愛梨
- 平榮子
- 平沙織
- 平良千春
- 平良とみ
- 平ますみ
- 平祐奈
- 平淑恵
- たうみあきこ
- 田浦環
- 田浦リオ
- TAO (ファッションモデル)
- 田岡美也子
- 高井菜緒
- 高井麻巳子
- 高井ルビー
- 髙石あかり
- 高泉淳子
- 高尾祥子
- 高尾まみ
- 高尾光子
- 高岡早紀
- 高岡由美子
- 高垣彩陽
- 高垣麗子
- 高木古都
- 高樹沙耶
- 高木珠里
- 高木ナオ
- 髙木直子
- 高樹マリア
- 高樹澪
- 高木美保
- 髙木悠未
- 高樹蓉子
- 高木李湖
- 高木りな
- 高城れに
- 高久ちぐさ
- 高倉美貴
- 高倉みゆき
- 貴倉良子
- 高崎かなみ
- 高崎佳代
- 高崎蓉子
- 高咲里音
- 高沢順子
- 高沢奈苗
- 高沢里奈
- 高汐巴
- 高島雅羅
- 高嶋菜七
- 高島優子
- 高島礼子
- 高城亜樹
- 鷹匠訓子
- 貴城けい
- 高須賀夫至子
- 高杉早苗
- 高杉妙子
- 高瀬媛子
- 高瀬郁子
- 高瀬英璃
- 高瀬くるみ
- 高瀬春奈
- 高瀬みどり
- 高瀬みゆき
- 高瀬友規奈
- 高田彩香
- 高田衿奈
- 高田夏帆
- 高田聖子
- 高田敏江
- 高田奈美江
- 高田真希 (声優)
- 髙田万由子
- 高田美佐
- 高田美和
- たかだゆうこ
- 高田里穂
- 高田怜子
- 高田郁恵
- 高千穂ひづる
- 高津慶子
- 髙塚恵理子
- 高月彩良
- 高月毬子
- 高槻実穂
- 高都幸子
- 高梨亜矢
- 小鳥遊エリ
- 高梨臨
- たかね吹々己
- 高野朱華
- 高乃麗
- 高野沙織
- 高野志穂
- 高野渚
- 高野モニカ
- 高野由美 (女優)
- 高羽彩
- 高橋愛
- たかはしあいこ
- 高橋愛莉
- 高橋明日香
- 高橋厚子
- 高橋彩夏
- 高橋あゆみ
- 高橋かおり
- 高橋和枝
- 高橋香波
- 髙橋果鈴
- 高橋貴代子
- 高橋胡桃
- 高橋京子
- 高橋惠子
- 高橋紗妃
- 高橋朱里
- 高橋セナ
- 高橋千代美
- 高橋とよ
- 高橋直子 (声優)
- 高橋夏樹
- 高橋紀恵
- 高橋紀子
- 高橋春織
- 髙橋ひかる
- 高橋ひとみ
- 高橋ひろ子
- 高橋史子
- 高橋芙美子
- 高橋真依子
- 高橋茉琴
- 高橋麻理
- 高橋マリ子
- 高橋実恵子
- 高橋美津子
- 高橋美来
- 高橋メアリージュン
- 高橋萌衣
- 高橋靖子
- たかはしゆい
- 高橋ユウ
- 高橋ゆづき
- 高橋由真
- 高橋由美子
- 高橋洋子 (俳優)
- 高橋陽子 (女優)
- 髙橋蘭
- 高橋理恵子
- 高橋里華
- 高橋理沙
- 高橋里奈
- 高橋凛
- 高橋ルネ
- 高橋玲奈
- 高畑淳子
- 高畑こと美
- 高畑充希
- 高畠華澄
- 高林由紀子
- 高原コマキ
- 高原遊
- 高平成美
- 高部あい
- 高部知子
- 高松あい
- 高松いく
- 高松咲希
- 髙松瞳
- 高松雪
- 高美アリサ
- 高見こころ
- 高見知佳
- 田上嘉子
- 高峰秀子
- 高峰三枝子
- 高宗歩未
- 高村章子
- 高村尚枝
- 貴村真夕子
- 高森和子
- 高谷恵倫
- 高柳明音
- 高柳樹莉亜
- 高柳葉子
- 高山かな
- 高山千草
- 高山のえみ
- 高山廣子
- 高山麻美
- 高山美図紀
- 高山都
- 高山侑子
- 高山友里
- 高山璃奈
- 高良光莉
- 宝みつ子
- 高良結香
- 宝田絢子
- 宝乃純
- 田川惠理
- 田川可奈美
- 滝瑛子 (1928年生)
- 滝瑛子 (1944年生)
- 滝佳保子
- 滝奈保栄
- 滝裕可里
- 瀧内公美
- 滝川恵理
- 多岐川華子
- 多岐川裕美
- 滝口ミラ
- 滝澤いしす
- 滝沢カレン
- 滝沢沙織
- 滝沢静子
- 瀧沢千秋
- 滝沢乃南
- 滝澤史
- 滝沢涼子
- 滝沢ロコ
- 滝島梓
- 瀧花久子
- 瀧本美織
- 滝本美由紀
- 滝本ゆに
- 滝元吏紗
- 田京恵
- 瀧脇笙古
- 田口あゆみ
- 田口しおり
- 田口珠美
- 田口千晶
- 田口寛子
- 田口萌
- 田口りえ
- たくませいこ
- 匠ひびき
- 椿ゆきこ
- 武イリヤ
- 武井咲
- 竹井みどり
- 武井梨夏
- 武石愛未
- 竹内愛紗
- 竹内晶子
- 竹内飛鳥
- 竹内麗
- 竹内えり
- 武内おと
- 竹内佳菜子
- 竹内京子
- 竹内紗里奈
- 竹内詩乃
- 竹内順子
- 竹内千尋 (モデル)
- 竹内都子
- 竹内美宥
- 竹内ゆう紀
- 竹内結子
- 武内由紀子
- 竹内夕己美
- 竹内夢
- 竹内里紗 (女優)
- 竹内凛
- 竹口安芸子
- 武隈史子
- 竹厚綾
- 竹崎綾華
- 竹下明希
- 竹下明子
- 竹下かおり
- 武下公美
- 竹下景子
- 竹島由夏
- 竹田朱里
- 武田梓
- 武田絵利子
- 竹田かほり
- 武田杏香
- 武田久美子
- 武田惠子
- 竹田恵子
- 竹田朋子
- 竹田真恋人
- 武田雅子
- 竹田まどか
- 武田真理子
- 武田真理子
- 竹田有希
- 竹田理央
- 武田梨沙子
- 武田梨奈
- 武田莉奈
- 武田玲奈
- 武智志穂
- 武智豊子
- 竹中里美
- 竹中涼乃
- 竹中夏海
- 竹中有希
- 武野汐那
- 竹野谷咲
- 竹花梓
- 竹花ありあ
- 武原英子
- 竹原芳子
- 竹久千恵子
- 建部道子
- 岳美
- 竹村愛美
- 武村陽子
- 竹村叔子
- 竹本聡子
- 武本真梨子
- 竹山メリー
- 太宰美緒
- 田坂都
- 田崎アヤカ
- 田崎りさ
- 田実陽子
- 田島絵里香
- 田島和子
- 田島穂奈美
- 田島寧子
- 田島ゆみか
- 田島令子
- 田代恭子
- たしろさやか
- たしろ之芙子
- 田代みどり
- 田代結香
- 多田安希
- 多田あさみ
- 多田亜沙美
- ただのあっ子
- 唯野未歩子
- 立枝歩
- 太刀川亞希
- 立川絵理
- 立河宜子
- たちのまさみ
- 橘あんり
- 橘杏里
- 立花恵理
- 立花かおる
- 橘和子
- 橘佳世
- 橘花梨
- 橘芳奈
- 橘喜久子
- 橘公子
- 立花サキ
- 橘沙奈
- 橘栞里
- 橘奈穂
- 橘のぞみ
- 立花房子
- 橘二葉
- 橘麻紀
- 橘ますみ (女優)
- 立花まほ
- 橘実里
- 橘美里
- 橘ゆかり
- 橘ユキコ
- 橘由紀子
- 橘ゆりか
- 橘梨愛
- 橘里依
- 立花理佐
- 橘麗美
- 立原ちえみ
- 立原麻衣
- 立原友香
- Ako Dachs
- 龍田静枝
- たつづき久美
- 龍野りな
- 辰巳奈都子
- 辰巳典子
- 辰巳ゆい
- 巽よしこ
- 田鶴園子
- 伊達里子
- 舘そらみ
- 楯真由子
- 建みさと
- 立石晴香
- 立石まゆみ
- 立石涼子
- 立野弓子
- 立道梨緒奈
- 田所ちさ
- 田中あさみ
- 田中綾子
- 田中えみ
- たなかえり
- 田中恵理
- 田中音江
- 田中佳奈
- 田中絹代
- 田中こずえ
- 田中彩佳
- たなかさと
- 田中沙斗子
- 田中珠里
- 田中澄子
- 田中世津子
- 田中千絵
- 田中千代 (女優)
- 田中なおみ
- 田中方子
- 田中規子
- 田中ひかり
- 田中ヒロコ
- 田中筆子
- 田中麻樹
- 田中真弓
- 田中真理
- 田中茉莉香
- 田中みいや
- 田中美絵子
- 田中みお
- 田中美佐子
- 田中美里
- 田中路子
- 田中道子
- 田中美奈子
- 田中みな実
- 田中美晴
- 田中美保 (モデル)
- 田中美唯
- 田中美麗
- 田中明 (女優)
- 田中芽衣
- 田中モエ
- 田中優紀
- 田中裕子
- 田中有紀美
- 田中由美子
- 田中好子
- 田中香子
- 田中里衣
- 田中梨瑚
- 田中理佐
- 田中律子
- 田中良子 (女優)
- 田中凛
- 田中麗奈
- 棚橋幸代
- 田辺節子
- 田邊智恵
- 田辺愛美
- 田名部生来
- 田鍋梨々花
- 田辺桃子
- 田波涼子
- 谷茜子
- 谷育子
- 谷英美
- 谷和子
- 谷花音
- 谷ナオミ
- 谷一歩
- 谷まりあ
- 谷真里奈
- 谷身知子
- 谷もも
- 谷桃子 (タレント)
- 谷洋子
- 谷よしの
- 谷内愛
- 谷内里早
- 谷川愛梨
- 谷川清美
- 谷川未佳
- 谷川みゆき
- 谷川りさこ
- 谷岸玲那
- 谷口あかり
- 谷口あゆみ
- 谷口香
- 谷口響子
- 谷口朱里
- 谷口ゆうな
- 谷口礼子
- 谷沢瑠菜
- 谷間小百合
- 谷松香苗
- 谷村聡美
- 谷村美月
- 谷本安衣
- 谷本小代子
- 谷本麻衣
- 谷本琳音
- たぬまゆみ
- 田根楽子
- 種子 (女優)
- 田野アサミ
- 田野聖子
- 田野優花
- 田上真里奈
- 田上唯
- 田畑亜弥
- 田畑志真
- 田畑智子
- 田畑菜苗
- 田幡妃菜
- 田畑ゆり
- 田原可南子
- 多部未華子
- 珠めぐみ
- 珠瑠美
- 玉井詩織
- 玉井碧
- 玉井夕海
- 玉井夢
- 玉井らん
- 玉岡加奈子
- 玉置いづみ
- 玉川砂記子
- 玉川みちみ
- 玉川来夢
- 田牧そら
- 玉城ちはる
- 玉木佑和
- 珠城りょう
- 玉木璃子
- 玉城ティナ
- 玉田志織
- 玉手みずき
- 田丸麻紀
- 田宮緑子
- 田村秋子
- 田村英里子
- 田村佳代
- 田村翔子 (モデル・女優)
- 田村純麗
- 田村たがめ
- 田村寿子
- 田村直子
- 田村奈巳
- 田村真紀
- 田村美奈江
- 田村芽実
- 田村友里
- 為田真美
- 田谷知子
- 田山せかい
- 田山真美子
- 田山由起
- 樽味萌花
- 樽本真生夏
- 俵山栄子
- 團遥香
- 檀ふみ
- 壇まゆみ
- 壇蜜
- 檀れい
- 団令子
- 丹阿弥谷津子
- 丹下キヨ子
- 丹野友美
- 丹野未結
- ダンプ松本

#### ち
- ちあきなおみ
- ナンシー・チェニー
- 近貞月乃
- 近澤美歩
- 近野莉菜
- 近松麗江
- ちかまろ
- 筑紫美主子
- 築田行子
- 竹間梨香
- 千紗
- 千崎若菜
- 智順 (女優)
- 千田美智子
- 千十千
- 千歳ゆう
- 知念里奈
- 千之赫子
- 茅野佐智恵
- 千葉早智子
- 千葉千恵巳
- 千葉夏実
- 千葉雅子
- 千葉美加
- 千葉美裸
- 千葉裕子
- 千葉麗子
- 千葉れみ
- 千早晶子
- 千原しのぶ
- ちひろ (モデル)
- ちひろ (女優)
- 千広真弓
- Chiho
- チャナナ沙梨奈
- CHARA
- チャン・リーメイ
- 中条智世
- 中鉢明子
- 長宗我部陽子
- 長南舞
- 千代島瑞希
- 鎮西寿々歌

#### つ
- ついひじ杏奈
- 都賀静子
- 津賀有子
- 司美智子
- 司みのり
- 司葉子
- 塚田きよみ
- 塚本加成子
- つかもと景子
- 柄本奈美
- 津川祝子
- 津川友美
- 津川マミ
- 月澄江
- 月岡鈴
- 月丘千秋
- 月丘夢路
- 月影瞳
- 着崎花梨
- 築地容子
- 月城小夜子
- 月中秋実
- 月船さらら
- 月宮乙女
- 搗宮姫奈
- 月森楓
- 月森世菜
- 築山万有美
- 佃井皆美
- 筑紫あけみ
- 都志見久美子
- 嗣永桃子
- 筑波久子
- 筑波雪子
- つぐみ (女優)
- 津坂早紀
- 津崎佑美
- 辻イト子
- 辻伊万里
- 辻香緒里
- つじかりん
- 津路清子
- 辻しのぶ (1968年生の俳優)
- 辻しのぶ (1973年生の俳優)
- 辻凪子
- 辻美里
- 辻美優
- 辻やすこ
- 辻川幸代
- 辻沢杏子
- 辻野悦子
- 辻野かなみ
- 津島要
- 津島恵子
- 津島瑞穂
- 津島道子
- 津島令子
- 辻元舞
- 辻本みず希
- 津田絵理奈
- 津田京子
- 津田匠子
- 津田聖子
- 津田菜都美
- 津田延代
- 津田晴香
- 津田真澄
- 津田恵
- 津田ゆかり
- 土田早苗
- 土田ひろ子
- 土村芳
- 土屋アンナ
- つちやかおり
- 土屋希乃
- 土屋久美子
- 土家里織
- 土屋櫻子
- 土屋太鳳
- 土屋貴子
- ツチヤナナミ
- 土山茜
- 筒井奏
- 筒井真理子
- 筒井萌子
- 筒井由美子
- 都築香弥子
- つつじあゆこ
- 堤真佐子
- 綱島恵里香
- 常石梨乃
- 常松めぐみ
- 恒松祐里
- 恒吉梨絵
- 角替和枝
- 角田ともみ
- 津乃村真子
- 椿かおり
- 椿鮒子
- 椿真由美
- 椿弓里奈
- つぶらまひる
- 円谷優子
- 坪井木の実
- 坪井未来
- 坪内ミキ子
- 坪内美子
- 坪田直子
- つみきみほ
- 津村朱実
- 円谷優希
- 津本陽日
- 津山愛理
- 津山登志子
- 露のききょう
- 露原千草
- 鶴ひろみ
- 鶴岡幸乃
- 寉岡瑞希
- 寉岡萌希
- 鶴岡淑子
- 剣幸
- 鶴嶋乃愛
- 鶴田葵
- 鶴田さやか
- 鶴田真由
- 鶴間エリ
- 鶴水ルイ
- 鶴屋紅子
- 鶴屋美咲

#### て
- ティアラ (ファッションモデル)
- 出口夏希
- 出口結美子
- でこ (声優)
- 手嶋智子
- 手島実優
- 手島優
- 手塚理美
- 手塚真生
- 手塚桃子
- 手塚りえ
- 鉄戸美桜
- 出野泉花
- 寺内よりえ
- 寺門仁美
- 寺川府公子
- 寺川里奈
- 寺崎裕香
- 寺沢弘子
- 寺島あかり
- 寺島咲
- 寺島しのぶ
- 寺島信子
- 寺島まゆみ
- てらだちなつ
- 寺田千穂
- 寺田浩子
- 寺田万里子
- 寺田御子
- 寺田路恵
- 寺田有希
- 寺本純菜
- 寺本愛美
- 寺本來可
- 寺本莉緒
- 寺山葵
- テレサ野田
- 傳谷英里香

#### と
- 十朱幸代
- 土井きよ美
- 土井ケイト
- 土居志央梨
- 戸井智恵美
- 土井美加
- 土居裕子
- 土井玲奈
- 戸井田奈都子
- 樋田優花
- 棟里佳
- 洞口依子
- 東郷晴子
- 東坂みゆ
- 道場英莉
- 東條織江
- 東条ジョナ
- 十條莉緒
- 藤堂光結
- 藤堂陽子
- 遠野あすか
- 堂ノ脇恭子
- 藤邦有子
- 當真あみ
- 東松史子
- ドーキンズ英里奈
- トースティー
- 遠乃おと
- 遠野なぎこ
- 遠野舞子
- 遠谷比芽子
- 遠山景織子
- 遠山千雅乃
- 通山愛里
- 富樫世羅
- 冨樫真
- 十勝花子
- 栂野理紗子
- 戸川京子
- 戸川暁子
- 戸川純
- 時田成美
- 時梨まりな
- 時東ぁみ
- 時任亜弓
- 常盤貴子
- 常盤真由美
- 徳由美子
- 徳江かな
- 徳川ミキ
- 徳川良子
- 徳澤直子
- 徳田公華
- 徳田尚美
- 徳大寺君枝
- 徳竹未夏
- 徳永えり
- 徳永千奈美
- 徳永れい子
- 徳永玲子
- 徳丸琴乃
- 徳丸純子
- 床嶋佳子
- 澄川菜摘
- 所里沙子
- 戸島花
- 利水つばさ
- 戸田恵梨香
- 戸田恵子
- 戸田菜穂
- 戸田春子
- 戸田比呂子
- 戸田麻衣子
- 戸田真紀子
- 戸田れい
- 栃下有沙
- 栃原梨乃
- 百々麻子
- 十時じゅん
- 轟夕起子
- 利根はる恵
- 刀根麻理子
- 利根川朱里
- 殿 (女優)
- 都乃
- 外岡えりか
- 殿山祐身
- 戸部夕子
- 戸松遥
- 苫野美生
- 都丸紗也華
- 富岡英里子
- 富岡香織
- 富沢亜古
- 富沢恵莉
- 富沢志満
- 富沢美智恵
- 富田果菜
- 冨田恵子
- 富田麻帆
- 富田望生
- 富田めぐみ
- 冨手麻妙
- 富永沙織
- 冨永みーな
- 富永美沙子
- 富永ユキ
- 富本牧子
- 富山えり子
- 外村道子
- 戸村美智子
- 友直子
- 巴奎依
- 巴菁子
- 巴千草
- 友坂日香
- ともさかりえ
- 友咲まどか
- 伴田万理子
- 友田安紀
- 友近
- 朝長美桜
- 友野富美子
- 灯敦生
- 外山史織
- 登代春枝
- 豊浦美子
- 豊岡えりな
- 豊岡んみ
- 豊崎愛生
- 豊島心桜
- 豊島まさみ
- 豊島由佳梨
- 豊田エリー
- 豊田眞唯
- とよた真帆
- 豊田麻里
- 豊田ルナ
- 豊原路子
- 豊森ちはや
- 鳥居かほり
- 鳥居久美子
- 鳥居恵子
- 鳥居みゆき
- 鳥越さやか
- 鳥越まり
- トリンドル玲奈
- 土路生優里

### な行

#### な
- 内藤もゆの
- 内藤洋子 (女優)
- 内藤陽子
- 内藤理沙
- 奈緒
- 直井理奈
- 直瀬遥歩
- 中友子
- 中真千子
- 仲美海
- 仲みどり
- 名嘉祐佳
- 仲里依紗
- 永井杏
- 中井杏奈
- 中井貴惠
- 中井さくら
- 永井幸子
- 中井知鶴
- 永井ちひろ (女優)
- 中井友望
- 中井ノエミ
- 長井短
- 中井みちえ
- 永井美奈
- 中井由佳
- 永井百合子
- 中井りか
- 永井理子
- 長井律子
- 永池南津子
- 中右遥
- 永江榛野
- 中江友紀
- 中江有里
- 仲尾あづさ
- 長尾歩
- 中尾幸世
- 中尾茅珠
- 長尾奈奈
- 中尾麻祐子
- 永尾まりや
- 中尾ミエ
- 中尾有伽
- 長岡輝子
- 永岡真実
- 中上サツキ
- 中上真亜子
- 中川愛彩
- 中川安奈
- 仲川いずみ
- 中川可菜
- 中川姿子
- 中川翔子
- 中川知香
- 中川七瀬
- 仲川遥香
- 中川美樹
- 中川みどり
- 中川梨絵
- 中川梨花
- 中北千枝子
- 中久木麻衣子
- 中越典子
- 中込佐知子
- 長坂しほり
- 中﨑絵梨奈
- 長崎すみれ
- 永作博美
- 永作美和
- 中里綴
- 中澤敦子
- 中沢純子
- 長澤つぐみ
- 長澤奈央
- 中沢なつき
- 仲沢のあ
- 長澤まさみ
- 長澤茉里奈
- 長沢美樹
- 中沢結
- 中澤優子 (女優)
- 中澤裕子
- 長澤佑香
- 仲澤莉南
- 中地美佐子
- 永椎あゆみ
- 中島葵
- 中嶋あき
- 中島亜梨沙
- 永島暎子
- 中島かつみ
- 中島奏
- 中嶋かねこ
- 永嶌花音
- 中島早貴
- 中島唱子
- 永島聖羅
- 中島セナ
- 中島そのみ
- 中島妙子
- 中島ちあき
- 中島千里
- 中島知子
- 中嶋朋子
- 中嶋春陽
- 中島はるみ (女優)
- 中島ひろ子
- 中島宏海
- 中島史恵
- 中島真智子
- 中島美嘉
- 長嶋美紗
- 永嶋美佐子
- 中嶋ミチヨ
- 中島めぐみ (女優)
- 中島侑香
- 中島由香利
- 中島由貴 (声優)
- 中島ゆたか
- 中島陽子
- 中嶋涼子
- 中條サエ子
- 長城祝華
- 中島舞香
- 永瀬琴葉
- 永瀬莉子
- 中園彩香
- 中園友乃
- なかた茜
- 中田あすみ
- 永田杏奈
- 中田クルミ
- 永田沙紀
- 長田紫乃
- 永田祥子
- 中田青渚
- 中田康子
- 永田由紀
- 中田喜子
- 仲代奈緒
- 中武佳奈子
- 仲田幸子
- 仲谷かおり
- 中谷さとみ
- 中谷美紀
- 仲田友紀子
- 中津真莉
- 中津川南美
- 長手絢香
- 長門美由樹
- 永宝千晶
- ながともともみ
- 永友春菜
- 中西亜結
- 中西絵里奈
- 中西喜美恵
- 中西琴
- 中西妙子
- 中西真美
- 中西美帆
- 中西優華
- 中西悠綺
- 中西夢乃
- 仲根紗央莉
- なかねかな
- 中野あき
- 中野今日子
- 中野公美子
- 長野里美
- 長野じゅりあ
- 長野せりな
- 中野菜保子
- 永野希
- 長野真歩
- 中野みゆき
- 永野芽郁
- 中野めぐみ
- 仲野元子
- 永野裕紀子
- 中野裕理
- 中野良子
- 長野レイナ
- 長橋有沙
- 中畑道子
- 長畑由美
- 中浜奈美子
- 長濱ねる
- 中原郁
- 中原果南
- 中原早苗
- 中原翔子
- 仲原聖子
- 中原知南
- 中原ひとみ
- 仲原舞
- 中原理恵
- 仲藤涼花
- 中別府葵
- 中帆登美
- 仲程仁美
- 仲間由紀恵
- 永松恵子
- 中丸シオン
- 長見玲亜
- 永光基乃
- 永峰絵里加
- 長嶺尚子
- 仲嶺奈里子
- 中村愛美
- 中村晃子
- 中村明美 (女優)
- 中村朝佳
- 中村阿紗子
- 中村あずさ
- 中村中
- 中村綾
- 中村絢香
- 仲村綾乃
- 中村有沙
- 中村アン
- 中村栄子
- 中村英子
- 中村英香
- 中村エミ
- 中村榮美子
- 中村映里子
- 中村音子
- 中村果生莉
- 中村加弥乃
- 中村久美
- 中村佐恵美
- 中村静香
- 中村守里
- 中村樹里
- 中村純子
- 中村たつ
- 中村玉緒
- 中村千怜
- 中村知世
- 中村つむぎ
- 中村光里
- 中村妃佐子
- 中村ひとみ
- 中村ひろみ
- 中村真知子
- 仲村まひろ
- 中村麻美
- 中村万里
- 中村まり子
- 仲村みう
- 中村美佳
- 中村美香・梨香
- 中村通代
- 中村みづほ
- 中村美代子
- 中村メイコ
- 中村靖子
- 仲村唯
- 中村ゆう子
- 中村優子
- 中村裕香里
- 中村有岐
- 中村優月
- 中村由真
- 中村友美 (女優)
- 中村ゆり
- 中村優里
- 中村由利 (女優)
- 中村ゆりか
- 中村友里子
- 中村容子
- 中村芳子
- 中村梨沙
- 中村里帆
- 仲村瑠璃亜
- 中村れい子
- 中邑玲奈
- 仲本詩菜
- 中本智恵美
- 中本奈奈
- 中森明菜
- 中森明穂
- 中森友香
- 永冶美優紀
- 中山宏子
- 長山藍子
- 中山旦子
- 中山エミリ
- 中山絵梨奈
- 中山佳子
- 中山貴美子
- 永山杏佳
- 中山来未
- 中山さつき
- 中山咲月
- 中山忍
- 永山菜々
- 中山ひなの
- 中山史奈
- 中山麻理
- ナカヤマミチコ
- 中山美穂
- 中山恵
- 中山由香
- 長山洋子
- 中山莉子
- 中山理奈
- 中山玲
- 永吉明日香
- 菜木のり子
- 渚紗
- 渚あき
- 渚まゆみ
- 渚りな
- 梛野素子
- 名越志保
- 梨木まい
- 名代杏子
- 那須佐代子
- 那須ますみ
- 那谷柊優
- 那智わたる
- 夏亜矢子
- 夏圭子
- 夏純子
- 夏珠美
- 夏秋成美
- 夏井亜美
- 夏居瑠奈
- 夏緒
- 夏生さち
- 夏生ゆうな
- 夏川かほる
- 夏川さつき
- 夏川静江
- 夏川結衣
- 夏川侑子
- 夏月 (タレント)
- 菜月
- 夏木彩
- 菜月チョビ
- 菜月ひとみ
- 奈月ひろ子
- 夏木マリ
- 那月結衣
- 夏樹陽子
- 夏希リラ
- 夏樹レナ
- 夏子
- 奈津子
- 夏川みすず (タレント)
- 夏都愛未
- 夏菜
- 夏野香波
- 夏陽りんこ
- なつみ
- 夏未エレナ
- 夏海千佳子
- 夏美れい
- 夏目祐里
- 夏目愛海
- 夏目綾
- 夏目かな
- 夏目純子
- 夏目鈴
- 夏目ナナ
- 夏目花実
- 夏目雅子
- 夏目理緒
- 夏目玲
- 夏焼雅
- 名取未貴
- 名取裕子
- 七海なな
- 七重八重
- 菜々緒
- 七尾伶子
- 七咲友梨
- 七瀬なつみ
- 七瀬美菜
- 七瀬由紀子
- 七瀬理香
- 七谷明日香
- なな茶
- 七菜原ココ
- Nanami (1986年生のモデル)
- 七海映子
- 七海エリー
- 七海薫子
- 七森美江
- 奈之未夜
- 生天目仁美
- 菜葉菜
- 菜花まりあ
- 鍋本凪々美
- 生井亜実
- 那海
- 奈美悦子
- 並川花連
- 南美川洋子
- 並木愛枝
- 並木塔子
- 並木路子
- 波乃久里子
- 並松紀子
- 名雪佳代
- 奈良沙緒理
- 奈良富士子
- 奈良岡朋子
- 奈良岡にこ
- 奈良崎まどか
- 成澤優子
- 成田愛純
- 成田光沙
- 成田梨紗
- 成本玲子
- 成嶋涼
- 成瀬こうき
- 鳴海潮
- 鳴海なのか
- 鳴海唯
- 鳴海由莉
- 成海璃子
- 成海花音
- 成宮しずく
- 名和慶子
- 縄田カノン
- 楠城華子
- 南條瑞江
- 南條玲子
- 南波美沙
- 南原美紗保
- 南里美希
- 南里侑香

#### に
- 新垣里沙
- 新倉希彩
- 新島弥生
- 新高恵子
- 新妻さと子
- 新妻聖子
- 新名星花
- 新野美知
- 新穂えりか
- 新穂尚子
- 新村礼子
- 新山千春
- 新山はるの
- 新山真弓
- ペギー・ニール
- 二階堂千寿
- 二階堂ふみ
- 二階堂南
- 二階堂美穂
- 二階堂有希子
- 仁木多鶴子
- 二木てるみ
- 西朱実
- 西恵子
- 西慶子
- 西初恵
- 西秋愛菜
- 西井里佳
- 西内ひろ
- 西内まりや
- 西尾悦子
- 西尾くみこ
- 西尾沙織
- 西尾まり
- 西尾三枝子
- 西岡慶子
- ニシオカ・ト・ニール
- 西墻由香
- 西方凌
- 西川可奈子
- 西川里美
- 西川ちひろ
- 西川千尋
- 西川ひかる
- 仁支川峰子
- 西口久美子
- 虹組キララ
- 西崎あや
- 西崎果音
- 西崎緑
- 西崎莉麻
- 西澤由貴
- 西澤愛菜
- 西島未智
- 西園みすず
- 西田彩夏
- 西田彩香
- 西田果倫
- 西田早希
- 西田尚美
- 西田奈津美
- 西田ひかる
- 西田ひらり
- 西田麻衣
- 西田ももこ
- 西谷麻糸呂
- にしだまちこ
- 西辻こずえ
- 仁科亜季子
- 仁科鋭美
- 仁科咲姫
- 仁科鳩美
- 仁科仁美
- 仁科扶紀
- 仁科幸子
- 仁科有理
- 西奈里紗
- 西野亜弥
- 西野翔
- 西野妙子
- 西野七瀬
- 西野実見
- 西端弥生
- 西原亜希
- 西原さおり (女優)
- 西原さつき
- 西原愛夏
- 西平風香
- 西部里菜
- 西丸優子
- 西牟田恵
- 西村亜矢子
- 西村和子
- 西村佳奈子
- 西村知美
- 西村奈央
- 西村直子 (俳優)
- 西村まどか
- 西村美咲
- 西村みずほ
- 西村優子
- 西村頼子
- 西村理沙
- 西村禮
- 西本歩未
- 西本はるか
- 西本ひろ子
- 西本まりん
- 西本利久
- 西森じん
- 西山咲子
- 西山知佐
- 西山茉希
- 西山繭子
- 西山水木
- 西山諒
- 西脇美智子
- 西脇理恵
- 二谷友里恵
- 新田勝江
- 新田さちか
- 新田千尋
- 新田桃子
- 新田ゆう
- 二出川ユキ
- 仁藤萌乃
- 仁藤優子
- 蜷川有紀
- 蜷川みほ
- 二宮星
- 二宮さよ子
- 二宮弘子
- 二宮芽生
- 新音
- 仁平裕子
- 二本柳俊衣
- 仁村紗和
- 仁和令子
- にわみきほ
- 庭野結芽葉

#### ぬ
- 温井摩耶
- 生見愛瑠
- 貫井りらん
- 沼波輝枝
- 沼尾みゆき

#### ね
- 根岸愛
- 根岸明美
- 根岸紗里
- 根岸季衣
- 猫背椿
- 猫田直
- 猫目はち
- 根本亜季絵
- 根本貴美子
- 根本宗子
- 根本真陽
- 根本由美
- 根本百合
- 根本里生子
- 根本りつ子
- 根矢涼香
- 年代果林

#### の
- 能條愛未
- 納富有沙
- 納見佳容
- 野神和沙
- 乃上桃
- 乃上桃音
- 野川愛
- 野川瑞穂
- 野川由美子
- 禾本珠彩
- 野際陽子
- 野口逢里
- 野口衣織
- 野口絵美
- 野口かおる
- 野口早苗
- 野口すみえ
- 野口聖古
- 野口ふみえ
- 野口真緒
- 野口径
- 野口由佳
- 野崎藍
- 野崎萌香
- 野嵜好美
- 野澤沙羅
- 野沢雅子
- 野沢由香里
- 乃下未帆
- 能世あんな
- 能勢優菜
- 野添ひとみ
- 野田あゆ美
- 野田佳代
- 野田久美子
- のだこころ
- 野田美桜
- 野田よしこ
- 野津友那乃
- 能登有沙
- 能登麻美子
- 野中希
- 野中マリ子
- 野中深愛
- 野中美智子
- 野長瀬美慧
- 野波麻帆
- 野々すみ花
- 野々のん
- 野々宮かおり
- 野々村のん
- 野々村はなの
- 野々目良子
- 野々山ひなた
- のはら歩
- 野平未來
- 野平ゆき
- 信江勇
- 信川清順
- 信澤三惠子
- 延近由美
- 登静江
- 野水伊織
- 野見山夏子
- 呑山仁奈子
- 野村昭子
- 野村恵里
- 野村沙知代
- 野村須磨子
- 野村奈央
- 野村麻衣
- 野村麻純
- 野村真美
- 野村道子
- 野村萌々
- 野村佑香
- 野村由貴
- 野村裕美
- 野村涼子
- 野村玲子
- 野本ほたる
- 野本美穂
- 野呂佳代
- のん

### は行

#### は
- 倍賞千恵子
- 倍賞美津子
- はいだしょうこ
- 灰谷えみ
- 南風見恵子
- 芳賀優里亜
- 葉加瀬マイ
- 萩奈穂美
- 萩尾みどり
- はぎのりな
- 萩原うらら
- 萩山沙貴
- 萩原佐代子
- 萩原みのり
- 萩原優芽
- 萩原利映
- 白いんこ
- 朴璐美
- 箱田好子
- 間好子
- はしいくみ
- 橋垣美佑
- 初鹿野菜月
- 橋口未和
- 橋谷ゆかり
- 羽柴なつみ
- 橋本愛 (1978年生)
- 橋本愛 (1996年生)
- 橋本あかね
- 橋本夏果
- 橋本楓
- 橋本佳奈美
- 橋本環奈
- 橋本菊子
- 橋本来留美
- 橋本恵子
- 橋本晶子
- 橋本奈々未
- 橋本乃依
- 橋本耀
- 橋本マナミ
- 橋本真帆
- 橋本真実
- 橋本美佳
- 橋本美和
- 橋本瑠果
- 橋本麗香
- 橋本わかな
- 蓮菜貴子
- 蓮沼藍
- 長谷妙子
- 長谷直美
- はせみつこ
- 長谷川愛
- 長谷川愛紗
- 長谷川彩乃
- 長谷川恵美
- 長谷川恵美 (女優)
- 長谷川かずき
- 長谷川かすみ
- 長谷川稀世
- 長谷川京子
- 長谷川千紗
- 長谷川季子
- 長谷川奈央
- 羽瀬川なぎ
- 長谷川真砂美
- 長谷川待子
- 長谷川眞優
- 長谷川真優
- 長谷川真弓 (女優)
- 長谷川ミラ
- 長谷川桃
- 長谷川百々花
- 長谷川泰子 (女優)
- 長谷川由美 (モデル)
- 長谷川裕見子
- 長谷川美子
- 長谷川里紗
- 長谷川里桃
- 長谷川怜華
- 長谷川玲奈
- 長谷部香苗
- 長谷部瞳
- 長谷部優
- 羽田圭子
- 畑知子
- 羽田実加
- 秦瑞穂
- 羽田美智子
- 畑芽育
- 秦れい
- 畠山明子
- 畠山あやな
- 畠山紬
- 畠山真莉愛
- 畑田亜希
- 畠田理恵
- 派谷恵美
- 畠中みゆき
- 畑中葉子
- 畑野ひろ子
- 波多野美希
- 波多野桃子
- 畑山亜梨紗
- 鉢嶺杏奈
- 蜂谷晏海
- 初井言榮
- 葉月あい
- 葉月智子
- 葉月ひとみ
- 八月真澄
- 葉月里緒奈
- 葉月レイナ
- HAZUKI KATO
- ジャネット八田
- 服部杏奈
- 服部ジュン
- 服部妙子
- 服部富子
- 服部名々子
- 服部真湖
- 服部樹咲
- 服部美穂
- 服部幸子
- 初音映莉子
- 初嶺麿代
- 初音礼子
- 鳩笛真希
- 鳩谷紗彩
- 羽鳥靖子
- 華優希
- 花悠子
- 華ゆり
- 華陽子
- 花井奏子
- 花井円香
- 花井蘭子
- 花井瑠美
- 花岡菊子
- 花岡玲
- 羽永共子
- 花影アリス
- 花影香音
- 花形綾沙
- 華木ミヤ
- 華子 (女優)
- 花坂椎南
- 花咲希音
- 花澤香菜
- 花澤美紅
- 花島喜世子
- 花島優子
- 花瀬めぐみ
- 花園とよみ
- 花園ひろみ
- 花田優里音
- 花野純子
- 花之枝しほり
- 花原あんり
- 花原照子
- 英由佳
- 花房里枝
- 華村あすか
- 花村さやか
- 華村りこ
- 花柳幻舟
- 花柳小菊
- 花山佳子
- 花山瑞貴
- 塙さより
- 塙理恵
- ハニー・レーヌ
- 朱花伽寧
- はねゆり
- 羽野晶紀
- 馬場日菜子
- 馬場ふみか
- 馬場有加
- 馬場園梓
- 浜かおる
- 浜美枝
- 浜木綿子
- 浜浦彩乃
- 浜尾朱美
- 浜丘麻矢
- 濱頭優
- ハマカワフミエ
- 浜口富士子
- 濱崎茜
- 浜崎あゆみ
- 浜田えみこ
- 濱田佳菜
- 濱田ここね
- 浜田朱里
- 浜田順子
- 濱田のり子
- 浜田初
- 濱田万葉
- 濱田マリ
- 濱田めぐみ
- 浜田ゆう子
- 浜田百合子
- 浜谷真理子
- 濱名聖子
- 浜菜みやこ
- 濱野智紗都
- 濱野りれ
- 濱松恵
- 浜村砂里
- 羽村純子
- 早川亜希
- 速川明子
- 早川絵美
- 早川知子
- 早坂ねり
- 早坂美緒
- 林歩楓
- 林枝伊子
- 林恵理
- 林香純
- 林奏絵
- 林加奈子
- 林佳代子
- 林沙織
- 林清羅
- 林貴子
- 林丹丹
- 林千永
- 林知花
- 林智子 (声優)
- 林なつき
- 林英世
- 林優枝
- 林寛子 (タレント)
- 林愛夏
- 林摩耶
- 林真由
- 林真里花
- 林摩理子
- 林美樹
- 林美智子 (女優)
- 林美穂
- 林由美香
- 林由里
- 林洋子 (女優)
- 林りんこ
- 林田麻里
- 林田百加
- 早瀬英里奈
- 早瀬かな
- 早瀬久美
- 早勢美里
- 早瀬優香子
- 早田みゆき
- 早野実紗
- 葉山恵里
- 葉山三千子
- 葉山葉子
- 葉山レイコ
- 早見あかり
- 早見紗英
- 速水典子
- 速水昌未
- 早見優
- 速水ゆかこ
- 速水陽子
- 早水リサ
- 原愛実
- 原泉
- 原悦子
- 原絵里
- 原えりこ
- 原久美子
- 原駒子
- 原沙知絵
- 原節子
- 原千晶
- 原千果子
- 原知佐子
- 原直子
- 原奈津季
- 原奈津子
- 原菜乃華
- 原ひさ子
- 原日出子
- 原扶貴子
- 原史奈
- 原舞歌
- 原万紀子
- 原愛絵
- 原真祐美
- 原幹恵
- 原良子
- 原口弥生
- 原田明莉
- 原田糸子
- 原田英子
- 原田佳奈
- 原田樹里
- 原田貴和子
- 原田朱
- 原田千枝子
- 原田都愛
- 原田知世
- 原田夏希
- 原田徳子
- 原田舞美
- 原田麻美
- 原田美枝子
- 原田里香
- 羽里早紀子
- HAL (The Mash)
- PALU
- 波瑠
- 永夏子
- 春やすこ
- 春江ふかみ
- 春花
- 遥風
- 遼花
- 遥くらら
- 遥りさ
- 春風ひとみ
- 春川ますみ
- 春川芽生
- 春木みさよ
- 春田紀尾井
- はるな愛
- 春名風花
- 春名美咲
- 榛名由梨
- はるの
- 春野恵子
- 晴野未子
- 春乃美月
- 春野恵
- はるはる
- 春馬♨ゆかり
- 春宮みずき
- 春本由香
- 伴アンリ
- 伴恵里香
- 潘恵子
- 伴都美子
- 范文雀
- 伴美奈子
- 伴美幸
- 潘めぐみ
- 伴優香
- 萬歳光恵
- 半沢ありさ
- 半田杏
- 範田紗々
- 繁田美貴
- 板東晴
- 坂内麗子
- 坂野真弥
- VANRI
- 万里昌代

#### ひ
- ビーバー (タレント)
- 柊城えり
- 柊瑠美
- 日色ともゑ
- 日置かや
- 日置有紀
- 比嘉愛
- 比嘉久美子
- 比嘉セリーナ
- 比嘉ひとみ
- 比嘉愛未
- 東麻美
- 東加奈子
- 東佳代子
- 東小雪
- 東さと
- 東ノエル
- ひがし由貴
- 東丘いずひ
- 東出典子
- 東野絢香
- 東野瑞希
- 東野佑美
- 東山明美
- 東山麻美
- ひがたともこ
- 光喜三子
- 肥川彩愛
- 比企しのぶ
- 比企理恵
- 疋田英美
- 樋口麻美
- 樋口可南子
- 樋口年子
- 樋口日奈
- 樋口瑞姫
- 樋口泰子
- 樋口柚子
- 比佐廉
- 緋櫻陽子
- 久田美佳
- 久田莉子
- 久積絵夢
- 日里麻美
- 久永れいは
- 久野あかね
- 久野くみこ
- 久松三津枝
- 久松夕子
- 久本朋子
- 久本雅美
- 久行敬子
- 肘井ミカ
- 土方くるみ
- 比志島ゆき
- 菱田未渚美
- 飛志津ゆかり
- ひし美ゆり子
- 樋田慶子
- 日高澄子
- 日高七海
- 日高奈留美
- 日髙のり子
- 日高ひとみ
- 日高里菜
- 左幸子
- 左時枝
- 陽月華
- 秀島なつみ
- 尾藤桃子
- 一柳みる
- 一青妙
- 一青窈
- HITOMI (女優・モデル)
- 人見早苗
- 瞳順子
- 仁美凌
- 瞳麗子
- Hina (歌手)
- 雛形あきこ
- 雛形羽衣
- 光永
- 日向泉
- 日向カンナ
- 日向千歩
- 日向ななみ
- 陽向菜友
- 日向未来
- 日夏百合繪
- 日南響子
- 火野カチ子
- 日野麻衣
- 妃乃ゆりあ
- 日野由利加
- 樋井明日香
- 檜よしえ
- 日原麻貴
- 日比美思
- 日美野梓
- 日比野恵子
- 日比野友香
- 響野こひめ
- ひふみかおり
- 日昔桂子
- 姫ゆり子
- 姫川風子
- 姫乃亞希子
- 姫野つばさ
- 姫宮みちり
- 日向明子
- 日向瞳
- 馮智英
- 兵藤まこ
- 兵頭祐香
- 玄理
- 平井愛子
- 平井佳織
- 平井岐代子
- 平井道子
- 平井麗奈
- ヒライシカズ美
- 平岩紙
- 平岡亜紀
- 平岡明純
- 平岡映美
- 平川舞弥
- 平川めぐみ
- 平木ひとみ
- 平口みゆき
- 平栗あつみ
- 平子エミリ
- 平沢いずみ
- 平沢草
- 平澤宏々路
- 平澤美智子
- 平澤由美
- 平嶋夏海
- 平瀬美紀
- 平瀬りえ
- 平田敦子
- 平田薫 (タレント)
- 平田こころ
- 枚田菜々子
- 平田実音
- 平田弥里
- 平田みやび
- 平田裕香
- 平田和歌子
- 平辻朝子
- 平塚奈々
- 平手舞
- 平手友梨奈
- 平野綾
- 平野早香
- 平野文
- 平野舞
- 平野麻樹子
- 平野由紀
- 平野鈴
- 平林あずみ
- 平原ゆか
- 平林舞子
- 平間美貴
- 平松可奈子
- 平本茜子
- 平本亜夢
- 平山あや
- 平山さとみ
- 平山空
- 平山ゆい
- 平山洋子
- 比留川游
- ヒロシエリ
- ひろみどり
- 廣井ゆう
- 広江美奈
- 広岡由里子
- 広川キク
- 紘川淳
- HIROKO (歌手)
- 廣澤恵
- 広澤草
- 広沢麻衣
- 広重美穂
- 広末涼子
- 広瀬彩海
- 広瀬えり子
- 廣瀬聡子
- 広瀬仁美
- ひろせまい
- 広瀬麻百合
- 広瀬みさ
- ヒロセ元美
- 広瀬ゆうき
- 広瀬玲奈
- 廣田あいか
- 広田さくら (プロレスラー)
- 廣田朋菜
- 広田レオナ
- 広田礼美
- 弘中麻紀
- 広橋佳以
- 広橋佳苗
- 広山詞葉
- 日和佐裕子
- 樋渡結依
- Pinky Sky

#### ふ
- ファーストサマーウイカ
- 風優
- 風花 (お笑い芸人)
- 笛木優子
- ミシェル・フェレ
- シャーロット・ケイト・フォックス
- フォンチー
- 深海理絵
- 深浦加奈子
- 深川麻衣
- 深沢エミ
- 深沢さやか
- 深澤しほ
- 深田あき
- 深田恭子
- 深田ミミ
- 深津絵里
- 深月ユリア
- 深野琴美
- 深町友里恵
- 深水真紀子
- 深森らえる
- 深谷愛
- 深谷みさお
- 吹石一恵
- 吹田早哉佳
- 吹田祐実
- ふくまつみ
- 福井千夏
- 福井裕子
- 福井裕佳梨
- 福井理沙
- 福岡サヤカ
- 福岡聖菜
- 福川二菜
- 福沢美夕
- 福下恵美
- 福島桂子
- 福島里美
- 福島珠理
- 福島リラ
- 福澄美緒
- 福園彩花
- 福田明子
- 福田公子
- 福田沙紀
- 福田裕子 (女優)
- 福田舞 (1992年生の歌手)
- 福田麻由子
- 福田峰子
- 福田愛依
- 福田萌子
- 福田ユミ
- 福田ルミカ
- 福田温子
- 福谷真衣
- 福地亜紗美
- 福地桃子
- 福留佑子
- 福永マリカ
- 福原遥
- 福間美里
- 福満薫
- 福本幸子
- 福本莉子
- 福家美峰
- 福吉真璃奈
- 房みどり
- 藤あけみ
- 藤圭子
- 富司純子
- 藤貴子
- 藤夏子
- 藤奈津子
- 藤宏子
- 冨士眞奈美
- 藤真利子
- 藤由紀子
- 不二洋子
- 藤井一子
- 藤井かほり
- 藤井佳代子
- 藤井沙央理
- 藤井咲有里
- 藤井祥子
- 藤井武美
- 藤井千夏 (声優)
- 藤井千夏 (声楽家)
- 藤井奈々 (女優)
- 藤井信子
- 藤井真世
- 藤井美菜
- 藤井美穂
- 藤井ゆきよ
- 藤井結夏
- 藤井ゆりあ
- 藤江リカ
- 藤江れいな
- 藤枝亜弥
- 藤岡沙也香
- 藤岡涼音
- 藤岡麻美
- 藤岡みなみ
- 藤川千景
- 藤生聖子
- 藤木愛恵
- 藤木由貴
- 藤倉みのり
- 不二子
- 藤社優美
- 藤崎安可里
- 藤嵜亜莉沙
- 藤崎仁美
- 藤咲舞
- 藤崎里菜
- 藤里美保
- 藤沢あぐり
- 藤沢あやの
- 藤澤恵麻
- 藤澤オリエ
- 藤澤志帆
- 藤沢瀬里菜
- 藤沢奈奈
- 藤澤希未
- 藤沢麻弥
- 藤沢祐里
- 藤﨑ゆみあ
- 藤沢玲花
- 藤嶋美伶
- 藤白すみれ
- 藤代宮奈子
- 藤白レイミ
- 藤田葵
- 藤田香織 (タレント)
- 藤田紗江子
- 藤田瞳子
- 藤田淑子
- 藤田朋子
- 藤田奈月
- 藤田奈那
- 藤田のり子
- 藤田紀子
- 藤田記子
- 藤田房子
- 藤田美歌子
- 藤田みずき
- 藤田みどり
- 藤田三保子
- 藤田みりあ
- 藤田むつみ
- 藤田泰子
- 藤田弓子
- 藤田陽子 (女優)
- 藤田陽子 (子役)
- 藤田よしこ
- 藤谷文子
- 藤谷みき
- 藤谷美紀
- 藤谷美和子
- 藤谷理子
- 藤奈るる
- 藤波洸子
- 藤波心
- 藤野羽衣子
- 藤野節子
- ふじのほのか
- 藤野真梨亜
- 藤野涼子
- 藤間爽子
- 藤真美穂
- 藤間紫
- 藤間瑠依
- 藤巻あおい
- 藤巻るも
- 藤松祥子
- 伏見直江
- 伏見信子
- 藤村あさみ
- 富士村彩花
- 藤村志保
- 藤村聖子
- 藤村知可
- 藤本泉 (タレント)
- 藤本恵理子
- 藤本喜久子
- 藤本恭子
- 藤本沙紀
- 藤本静
- 藤本つかさ
- 藤本ばんび
- 藤本真理子
- 藤本聖名子
- 藤本結衣
- 藤本洋子
- 藤森えいり
- 藤森望
- 藤森真奈
- 藤森麻由
- 藤森夕子
- 藤山直美
- 藤山陽子
- 藤山律子
- 藤吉久美子
- 藤原礼実
- 藤原絵里
- 不二稿京
- 藤原希
- 藤原紀香
- 藤原マキ
- 藤原まゆか
- 藤原マンナ
- ふじわらみはね
- 藤原令子
- 藤原礼子
- ふせえり
- 布施柚乃
- 二木智耶子
- 双松桃子
- 二見夕貴
- 二村愛
- 渕上ひかる
- 渕野陽子
- 府中ふみえ
- 普天間みさき
- 船岡咲
- 舟木幸
- 舟倉由佑子
- 船越真美子
- 船田幸
- 船津未帆
- 風吹ジュン
- マッハ文朱
- 235 (プロレスラー)
- 文野朋子
- 文山恵
- ブラダ
- フラワー・メグ
- フランク莉奈
- 古川藍
- 古川杏
- 古川あんず
- 古川英利子
- 古河佳子
- 古川琴音
- 古川奈苗
- 古河由衣
- 古川りか
- 古郡ひろみ
- 古坂るみ子
- 故里明美
- 故里やよい
- 古田耕子
- 古田瑞貴
- 古田翠
- 古野あきほ
- 古橋舞悠
- 古畑星夏
- 古畑奈和
- 降矢由美子
- 古谷佳乃

#### へ
- 平和堂ミラノ
- ベッキー
- 別所ます江
- 別府あゆみ
- 別府康子
- 紅澤葉子
- 辺見えみり
- 辺見のり子
- 辺見マリ

#### ほ
- 宝積有香
- 宝生あやこ
- 宝城カイリ
- 北条佳奈
- 鳳城ひろき
- 宝生舞
- 北條美智留
- 宝田奈緒美
- 蓬萊照子
- 祝龍実
- キャシー・ホーラン
- シリア・ポール
- ホーン・ユキ
- 北斗晶
- ぼくもとさきこ
- 保倉幸恵
- 木瓜みらい
- 穂坂優子
- 星清子
- 星ナオミ
- 星奈々 (女優)
- 星美智子
- 星光子
- 穂志もえか
- 星由里子
- 星ようこ
- 星玲子
- 星井七瀬
- 星川恵美
- 星崎柑那
- 星月れお
- 星名美雨
- 保科みず季
- 星奈優里
- 星名利華
- ほしのあき
- 星野晶子
- 星野カオリ
- 星野知子
- 星野奈津子
- 星野マヤ
- 星野真里
- 星野みづき
- 星野光代
- 星野みどり
- 星野みなみ
- 星野由妃
- 星野悠月
- 星野梨華
- 星埜李奈
- 保泉沙耶
- 細井正美
- 細江祐子
- 細川ちか子
- 細川桃仁
- 細川直美
- 細川ふみえ
- 細木美和
- 細越みちこ
- 細野今日子
- 細野佑美子
- 穂高あゆみ
- 堀田茜
- 堀田祥子
- 堀田真由
- 穂積美幸
- 穂積由香里
- 炎加世子
- ほのかりん
- ほのか有泉
- ほのら
- ホラン千秋
- 堀あかり
- 堀絢子
- 堀ちえみ
- 堀つかさ
- 堀夏子
- 堀春菜
- 堀まゆみ
- 堀未央奈
- 堀美奈子
- 堀有里
- 堀内敬子
- 堀内まり菜
- 堀江しのぶ
- 堀江奈々
- 堀江真理子
- 堀江美都子
- 堀川早苗
- 堀川果奈
- 堀川まゆみ
- 堀川由理
- 堀北真希
- 堀切麻紀
- 堀口ひかる
- 堀口茉純
- 堀口幸恵
- 堀口紗奈
- 堀越節子
- 堀越せな
- 堀越陽子
- 堀籠沙耶
- 堀澤かずみ
- 堀田実那
- 堀畑杏奈
- 堀部知穂
- 洪仁順
- 洪英姫
- 本阿弥周子
- 本郷杏奈
- 本郷李來
- 本庄和子
- 本上まなみ
- 本城ゆき
- 本多彩子
- 本多瑛未里
- 本多加奈
- 本田紗来
- 本多知恵子
- 本田翼
- 本多はる
- 本田毬樹
- 本多真弓
- 本田みずほ
- 本田美奈子.
- 本田望結
- 本多裕香
- 本田有花
- 本多陽子
- 本田理沙
- 本田理紗子
- 本田瞳 (モデル)
- 本名陽子
- ほんまかよこ
- 本間さおり
- 本間多恵
- 本間千代子
- 本間菜穂
- 本間文子
- 本間ミサ
- 本間友紀乃
- 本間理紗

### ま行

#### ま
- 麻亜子
- ダイアン・マーチン
- 麻亜里
- 舞小雪
- 麻衣阿
- 舞風りら
- 舞川みやこ
- マイコ (女優)
- マイサ
- 舞坂ゆき子
- 舞羽美海
- 舞浜りか
- 舞原美咲
- 舞優
- 真上さつき
- 前川麻子
- 前川恵美子
- 前川歌音
- 前川莉珠
- 前沢保美
- 前島亜美
- 前園りさ
- 前田愛 (女優)
- 前田亜季
- 前田敦子
- 前田亜美
- 前田綾
- 前田綾花
- 前田いつこ
- 前田夏菜子
- 前田聖来
- 前田瀬奈
- 前田知恵
- 前田つばさ
- 前田希美
- 前枝野乃加
- 前田美波里
- 前田昌代
- 前田真里 (女優)
- 前田通子
- 前田悠雅
- 前田利恵
- 前野えま
- 前野恵
- 前野るみえ
- 前野礼子
- 前原エリ
- 前村久美子
- 真魚 (女優)
- 間尾茜
- 真柄佳奈子
- 真木沙織
- 真城千都世
- 真木ちはる
- 牧紀子
- 槇ひろ子
- 真木洋子
- 眞木めい
- 真木よう子
- 牧よし子
- 牧れい
- 牧内莉亜
- 牧浦乙葵
- 牧口昌代
- 牧瀬里穂
- 蒔田彩珠
- 槙田紗子
- 牧田佳歩
- 牧野愛
- 牧野エミ
- 牧野和子
- マキノ佐代子
- マキノ智子
- 牧野美千子
- 槙乃萌美
- 牧野由依
- 巻野わかば
- 蒔村三枝子
- 薪本彩乃
- 真湖道代
- 真琴つばさ
- 真崎かれん
- 正木佐和
- 真咲美岐
- 政木ゆか
- 真咲乱
- 雅子 (女優)
- 政次美雨
- 真境名ナツキ
- 益子梨恵
- 間下このみ
- 真下有紀
- 真下玲奈
- 麻志那恂子
- 眞嶋優
- 真白由春
- 升望
- 増岡裕子
- 桝木亜子
- 増子倭文江
- 増島綾子
- 益田恵梨菜
- 増田くみ
- 増田來亜
- 増田惠子
- 舛田紀子
- 益田ひろ子
- 増田未亜
- 増田有華
- 桝田幸希
- 増田葉子
- 益田愛子
- 増野美由紀
- 真寿美
- 増元裕子
- 増山江威子
- 町風佳奈
- 街田しおん
- 町田博子
- 町田マリー
- 町田祥子
- 町野あかり
- 町本絵里
- 松あきら
- 松たか子
- 松井愛莉
- 松井茜
- 松井絵里奈
- 松居一代
- 松井紀美江
- 松井佳子
- 松井珠理奈
- 松井千佳
- 松居直美 (タレント)
- 松井珠紗
- 松井康子
- 松井友香
- 松井理子
- 松井りさ
- 松井涼子
- 松井瑠美子
- 松井玲奈
- 松浦愛紗
- 松浦亜弥
- 松浦愛弓
- 松浦衣里
- 松浦佐知子
- 松浦築枝
- 松浦未唯
- 松浦雅
- 松浦唯
- 松浦有希子
- 松尾晶代
- 松尾彩月
- 松尾薫 (女優)
- 松尾嘉代
- 松尾寧夏
- 松尾幸実
- 松尾瑠璃
- 松尾れい子
- まつおか晶
- 松岡依都美
- 松岡恵望子
- 松岡きっこ
- 松丘小椰
- 松岡知重
- 松岡ななせ
- 松岡ふたみ
- 松岡茉優
- 松岡まり子
- 松岡ミユキ
- 松岡恵美
- 松岡由美
- 松岡ゆみこ
- 松岡洋子 (声優)
- 松岡洋子 (女優)
- 松岡璃奈子
- 松岡佑実
- 松岡里英
- 松風はる美
- 松風理咲
- 松金よね子
- 松川星
- 松川純子
- 松川リン
- 松木聖
- 松木路子
- 松城ゆきの
- 松木里菜
- 松熊つる松
- ミッキー・マッケンジー
- 松坂慶子
- 松阪隆子
- 松坂南
- 松崎夏希
- 松崎莉沙
- 松下砂稚子
- 松下奈緒
- 松下恵
- 松下萌子
- 松下由樹
- 松島トモ子
- 松嶋菜々子
- 松嶋尚美
- 松島史奈
- 松島みのり
- 松島よう子
- 松田青子
- 松田亜美 (子役)
- 松田彩香
- 松田いずみ
- 松田いちほ
- 松田暎子
- 松田一沙
- 松田かほり
- 松田好花
- 松田彩希
- 松田沙紀
- 松田純
- 松田聖子
- 松田芹香
- 松田千奈
- 松田七星
- 松田真知子
- 松田まどか
- 松田実里
- 松田美由紀
- 松田百香
- 松田侑子
- 松田リマ
- 松田るか
- 松平純子
- 松平千里
- 松谷彼哉
- 松谷令子
- 松平奈々
- 松寺千恵美
- 松永あやめ
- 松永有紗
- 松永香織
- 松永かなみ
- 松永てるほ
- 松永渚
- 松永麻里
- 松永夕
- 松永涼子
- 松永レイ
- 松永玲子
- 松梨智子
- 松浪志保
- 松野有里巳
- 松乃薫
- 松野朋子
- 松野未佳
- 松野芳子
- 松野莉奈
- 松野井雅
- 松野ちか
- 松葉朋実
- 松葉夕子
- 松林うらら
- 松原愛
- 松原智恵子
- 松原夏海
- 松原奈佑
- 松原ひろの
- 松原美穂
- 松原由希子
- 松見早枝子
- 松峰莉璃
- 松宮なつ
- 松村キサラ
- 松村咲子
- 松村沙友理
- 松村はるか
- 松村秀美
- 松村裕美
- まつむら眞弓
- 松村康世
- 松村淑子
- 松本アイコ
- 松本明子
- 松本伊代
- 松本永倫子
- 松本嘉菜
- 松本華奈
- 松本紀保
- 松本妃代
- 松本コンチータ
- 松本彩友美
- 松本夏空
- 松元環季
- 松本圭未
- 松本ちえこ
- 松本智代美
- 松本典子
- 松本典子 (女優)
- 松本花奈
- 松本弘子
- 松本ふみか
- 松本穂香
- 松本麻希
- 松本昌子
- 松本まりか
- 松本海希
- 松本未来
- 松本美千穂
- 松本美奈子
- 松本都
- 松本めぐみ
- 松本友里
- 松本ゆりふぁ
- 松本来夢
- 松本莉緒
- 松本梨香
- 松本理沙
- 松本梨菜
- 松本春姫
- 松本留美
- 松本若菜
- 松谷紀代子
- 松山愛佳
- 松山愛里
- 松山クミコ
- 松山尚子
- 松山美雪
- 松山メアリ
- 松山友紀
- 松山友紀奈
- 松山容子
- 松雪泰子
- 円美穂
- 真飛聖
- 愛加あゆ
- 愛希れいか
- 真瀬樹里
- 眞鍋かをり
- 真鍋ちえみ
- 愛実
- 麻奈未
- 眞野あずさ
- 真野恵里菜
- 真野きりな
- 馬野都留子
- 真野未華
- 眞野裕子
- 眞乃ゆりあ
- まひろ
- 麻尋えりか
- 麻吹淳子
- 馬渕英里何
- 馬渕晴子
- 馬渕史香
- 馬淵よしの
- 間宮沙希子
- 間宮梨花
- 護あさな
- MAYA (女優)
- 真野響子
- 真屋順子
- 真矢ミキ
- 真家瑠美子
- 真柳美苗
- 真山くみ子
- 真山惠衣
- 真山朔
- 真山知子
- 眞山典子
- 舞山裕子
- 真山れみ
- 真由子
- 黛英里佳
- 黛ジュン
- 麻夕美
- 真弓倫子
- 真理明美
- 真理アンヌ
- 麻里圭子
- まりあ (女優)
- 真理杏
- マリアユリコ
- MARIA-E
- マリアン
- エリザベス・マリー
- まりゑ
- 満利江
- 真理央
- 万里紗
- 茉莉邑薫
- 真梨邑ケイ
- 毬藻えり
- 麻里也
- 毬谷友子
- 万里洋子
- 真凛
- 丸久美子
- 丸純子
- 丸りおな
- 円井わん
- 丸尾歩
- 丸尾みゆき
- 丸岡雅子
- マルシア
- 丸高愛実
- 丸本凛
- 丸山明恵
- 丸山明日果
- 丸山ひでみ
- 丸山裕子
- 丸山真奈実
- 丸山真歩
- 丸山未那子
- 丸山優子
- 丸山有子
- 丸山瑠真
- 馬渡絢子
- 萬田久子

#### み
- 三秋里歩
- 未依
- 未唯mie
- 三浦葵
- 三浦敦子
- 三浦綺音
- みうらうみ
- 三浦絵理子
- 三浦香
- 三浦聡子
- 三浦早苗
- 三浦純子
- 三浦透子
- 三浦徳子 (女優)
- 三浦布美子
- 三浦真椰
- 三浦真弓
- 三浦光子
- 三浦萌
- 三浦由衣
- 三浦結加
- 三浦理恵子
- 三浦リカ
- 三江彩花
- 三浦理香子
- 三枝奈都紀
- MIO (女優)
- 美緒
- 澪乃せいら
- 弥香
- 美景
- 御影京子
- 美甘子
- 見方あゆ実
- 見上愛
- 三上紗弥
- 三上ゆうこ
- 三上瓔子
- 三鴨絵里子
- 美加理
- 美栞了
- 三木くるみ
- 未來貴子
- 三木弘子
- 三木美加子
- 三輝みきこ
- 三木理紗子
- 汀夏子
- 未来 (1990年生の女優)
- 三倉佳奈
- 三倉茉奈
- Miko (モデル)
- 未沙のえる
- 美紗央
- 三坂知絵子
- 水崎綾女
- 美咲あゆむ
- 三崎千恵子
- 三崎千香
- 三崎奈美
- 岬風右子
- 実咲凜音
- 三沢あけみ
- 三沢明美
- 三科喜代
- 三島ゆり子
- 三島洋子
- 三城晃子
- 水夏希
- 水井真希
- 水垣洋子
- 水上竜子
- 水川あさみ
- 水川八重子
- 瑞季
- 水木薫
- 水木恵子
- 瑞城さくら
- 瑞生桜子
- 水木彩也子
- 瑞木智乃
- 水木ノア
- 水月ゆうこ
- 水木ゆうな
- 水城蘭子
- 瑞木りか
- 水木梨乃
- 水木麗子
- 水倉久美子
- 水崎綾
- 水咲優美
- 水沢アキ
- 水沢エレナ
- 水沢奈子
- 水沢翠
- 水沢有美
- 水島かおり
- 水島麻理奈
- 水嶋瑞希
- 水島裕子
- 水嶋凜
- 水代玉藻
- 水城リカ
- 水田芙美子
- 水田わさび
- 水谷彩咲
- 水谷果穂
- 水谷ケイ
- 水谷紗彩
- 水谷沙織
- 水谷美月 (女優)
- 水谷八重子 (初代)
- 水谷八重子 (2代目)
- 水谷優子
- 水谷妃里
- 水谷里歩
- 水野亜寿華
- 水野あや
- 水野江莉花
- 水野絵梨奈
- 水野伽奈子
- 水野久美
- 水野小論
- ソノヤ・ミズノ
- 水野貴以
- 水野千夏
- 水野真紀
- 水野マリコ
- 水野美紀
- 水野めぐみ
- 水野ゆふ
- 水野ゆか
- 水野麗奈
- 水の江じゅん
- 水の也清美
- 水野谷左絵
- 水橋貴己
- 水原碧衣
- 水原英子
- 水原希子
- 水原詩生
- 水原まき
- 水原真知子
- 水原明泉
- 水原ゆう紀
- 水町庸子
- 水町レイコ
- 水村菜穂子
- 水元ゆうな
- 水本凜
- 水森亜土
- 水森由菜
- 溝口恵
- Misono
- 溝端育和
- 溝渕美保
- 美空ひばり
- 溝呂木世蘭
- 三田あいり
- 三田篤子
- 三田美吹
- 三田羽衣
- 三田和代
- 三田恵子
- 三田登喜子
- 三田寛子
- 三田文代
- 三田真央
- 三田美枝子
- 三田みらの
- 三田萌日香
- 三田佳子
- 三鷹恵子
- 美多川光子
- 三田寺理紗
- 三谷悦代
- 三谷千季
- 三谷侑未
- 三田村春奈
- MICHI
- 路加奈子
- 未知やすえ
- 美知枝
- 路川あかり
- 道平陽子
- 三井智映子
- 三井比佐子
- 美津井祐子
- 三井洋子
- 光岡早苗
- 光丘真理
- 光川環世
- 観月あこ
- 観月ありさ
- 光希沙織
- 満島ひかり
- 密照幸映
- 美津乃あわ
- 光延真鈴
- 三林京子
- 三林千夏
- 光原エミカ
- 三星東美
- 三星登史子
- 光宗薫
- 光本幸子
- 三ツ矢歌子
- 三津谷葉子
- 水戸光子
- 三戸部スエ
- 翠準子
- 緑魔子
- 緑川静香
- 南風洋子
- 水上京香
- 皆川妙子
- 皆川玲奈
- 皆口裕子
- 南城ひかり
- 水瀬あいみ
- 水瀬まり香
- 水月優希
- 皆戸麻衣
- 水湊美緒
- 水原ゆき
- 美波 (女優)
- 南明奈
- 南彩夏
- 南栄子
- 南一恵
- 南果歩
- 南沙良
- 美波節子
- 南千尋
- 南奈央
- 南ななこ
- 南弘子
- 南麻衣子
- 南美沙
- 南夕花
- 南悠子
- 南美江
- 南りほ
- 美波わかな
- 南川ある
- 南琴奈
- 南沢奈央
- 南田洋子
- 南谷朝子
- 南乃彩希
- 南野陽子
- 皆本麻帆
- 源利華
- 水山瑠美
- 三根梓
- 峰えりか
- 峯京子
- 峯晴香
- 峰由樹
- 峰岸花奈
- 峯岸みなみ
- 峯崎亜里沙
- 峰平朔良
- 峯村リエ
- 三野友華子
- 簑島宏美
- 実紀
- 実川桃子
- 箕輪萌香
- 三野輪有紀
- 三花愛良
- 未浜杏梨
- 三原伊織奈
- 三原じゅん子
- 三原珠紀
- 三原有美子
- 三原葉子
- 三原わかほ
- みひろ
- 三船美佳
- ミフユ
- M!ho
- 美保純
- 美馬沙亜弥
- 三益愛子
- みむらえいこ
- 美村多栄
- 三村恭代
- 三村千代子
- 三村遙佳
- 三村ゆうな
- 美村里江
- 三森麻美
- 美矢かほる
- みやなおこ
- 宮ゆい
- 宮井えりな
- 宮内こずえ
- 宮内順子
- 宮内知美
- 宮川和子
- 宮川花子
- 宮川ひろみ
- 宮川美保
- 宮城秋菜
- みやきかのん
- 宮城千賀子
- 宮城まり子
- 宮城美寿々
- 宮城野由美子
- 三宅邦子
- 三宅尚子
- 三宅ひとみ (1983年生)
- ミヤコ蝶々
- 都家かつ江
- 宮﨑あおい
- 宮崎あみさ
- 宮崎亜友美
- 宮﨑香蓮
- 宮崎真汐
- 宮崎萬純
- 宮崎緑 (タレント)
- 宮崎恭子
- 宮﨑優
- 宮崎美子
- 宮崎理奈
- 宮崎瑠依
- 宮澤ありさ
- 宮澤亜理沙
- 宮澤エマ
- 宮澤佐江
- 宮沢紗恵子
- 宮澤寿梨
- 宮澤成良
- 宮澤竹美
- 宮沢なお
- 宮沢麻衣
- 宮澤美保
- 宮澤もえみ
- 宮沢りえ
- 宮地真緒
- 宮地雅子
- 宮下かな子
- 宮下今日子
- 宮下順子
- 宮下ともみ
- 宮下舞花
- 宮下真実
- 宮島依里
- 宮島小百合
- 宮嶋麻衣
- 宮瀬アヤ
- 宮瀬彩加
- 宮園香菜子
- 宮園純子
- 宮田愛理
- 宮田亜紀
- 宮田かずこ
- 宮田圭子
- 宮田早苗
- 宮田はるな
- 宮田麻里乃
- 宮武祭
- 宮武美桜
- 宮地晴子
- 宮寺智子
- 宮永麻衣
- 美弥乃静
- 宮野陽名
- 宮原和
- 宮原華音
- 雅原慶
- 宮原祥子
- みやばらしほ
- 宮原永海
- 宮原理子
- みやび (女優・シンガーソングライター)
- みやべほの
- 美山加恋
- 美山尚子
- 深山凛
- 宮前希依
- 宮前真樹
- 宮光真理子
- 宮村優子 (声優)
- 宮本佳那子
- 宮本佳林
- 宮本杏子
- 宮本奈津美
- 宮本信子
- 宮本真希
- 宮本茉由
- 宮本裕子 (女優)
- 宮本侑芽
- 宮本りえ
- 宮本和歌子
- 宮森セーラ
- 宮山知衣
- 宮璃アリ
- 宮脇咲良
- 宮脇舞依
- 宮脇理恵子
- MIU
- みゆ (女優)
- ミユキ
- 美雪花代
- 明星真由美
- 三好杏依
- 三吉彩花
- 三好絵梨香
- 三好心
- 三好さやか
- 三好美智子
- 未梨一花
- Milet
- みれいゆ
- みろ
- Miwa
- 美羽
- 三輪麻未
- 三輪明日美
- 三輪紋子
- 三輪夏紀
- 三輪晴香
- 三輪ひとみ
- 三輪恵未
- みわ優子
- 三輪里香
- 三訳真奈美
- 美元
- 民部良子

#### む
- 向井亜紀
- 向衣琴
- むかいさとこ
- 向井地美音
- 椋木えり
- 椋木美羽
- 向山梨花
- 武藤愛莉
- 武藤晃子
- 武藤十夢
- 武藤まき子
- 武藤礼子
- 宗方奈美
- 宗清万里子
- 宗田淑
- 宗山史
- 村井麻友美
- 村井美樹
- 村岡英美
- 村岡希美
- 村上聡美
- 村上知子
- 村上穂乃佳
- 村上真希
- 村上麻里恵
- 村上結梨
- 村上りいな
- 村上利恵
- 村川絵梨
- 紫とも
- 村崎真彩
- 村瀬紗英
- 村瀬幸子
- 村瀬迪与
- 村田秋乃
- 村田綾
- 村田あゆみ
- 村田映里佳
- 村田香織
- 村田万葉
- 村田和美
- 村田知栄子
- 村田扶実子
- 村田麻衣子
- 村田美輪子
- 村田唯
- 村田洋子
- 村田倫子
- 村田玲奈
- 村地弘美
- 村中暖奈
- 邑野みあ
- 村松英子
- 村松えり
- 村松恭子
- 村松美枝子
- 村松美香
- 村山仁美
- 村山彩希
- 村山優香
- 村山栞妃
- 室井滋
- 室井佑月
- 室井理瑶子
- 室田瑞希
- 室町あかね
- 室谷真由美

#### め
- サリー・メイ
- メイサツキ
- MEGUMI
- 芽育陽菜
- めぐり (AV女優)
- めぐ留
- 目黒幸子
- 目黒真希
- MEHWA
- Merii
- めろん (AV女優)

#### も
- 茂家瑞季
- 望木祐子
- 毛利郁子
- 毛利菊枝
- 毛利幸子
- 毛利遊子
- 毛利有希
- 最上もが
- 茂木忍
- 木匠マユリ
- もたいまさこ
- 罍陽子
- 持田和代
- 餅田コシヒカリ
- 持田千妃来
- 持田真樹
- 望月悦子 (女優)
- 望月さや
- 望月はな
- 望月真理子
- 望月ミキ
- 望月美寿々
- 望月優子
- 望月リカ
- もちづきる美
- 元井須美子
- モトーラ世理奈
- 本仮屋ユイカ
- 本木美沙
- 本橋由香
- 本橋里紗
- 元松あかね
- 元谷百合奈
- 本山かおり
- 本山可久子
- 本山香苗
- 本山なみ
- 桃生亜希子
- もも (歌手)
- 桃井絵理香
- 桃井かおり
- 桃果
- 桃香
- 百香
- 百川晴香
- 桃瀬ツカサ
- 百瀬まなみ
- 桃瀬美咲
- 百田夏菜子
- 桃月なしこ
- Momona
- 百山月花
- 桃山みつる
- 森青葉
- 森秋子
- 森うたう
- 森恵美
- 森赫子
- 森カンナ
- 森今日子
- 森憩斗
- 森康子
- 森幸子
- モリタマキ
- 森尚子
- 森七菜
- 森望美
- 森ひろ子
- 森ほさち
- 森槙子
- 森昌子
- 森まり
- 森マリア
- 森マリア (2000年生)
- 森莉那
- 森みつえ
- 森めぐみ
- 森恵 (女優)
- 森桃江
- もりももこ
- 森由佳
- 森洋子 (タレント)
- 森累珠
- 森レイ子
- 森以鶴美
- 盛内愛子
- 森尾由美
- 森岡朋奈
- 森岡悠
- 森上千絵
- 森川葵
- 森川彩香
- 森川馨華
- 森川恵古
- 森川千恵子
- 森川瑠菜
- 森口彩乃
- 森口博子
- 森口瑤子
- 森崎はるか
- 森崎めぐみ
- 森迫永依
- 森実友紀
- 森澤早苗
- 森下愛子
- 森下彰子
- 森下加奈
- 森下果音
- 森下くるみ
- 森下里美
- 森下千里
- 森下ひさえ
- 森下雅子
- 森下雅美
- 森下まひろ
- 森下悠里
- 森下涼子
- 森囿麻衣子
- 森田愛生
- 森田亜紀
- 森田彩華
- 森田かずよ
- 森田起代美
- 森田想
- 森田このみ
- 森田淳奈
- 森田涼花
- 盛田千文
- 守田菜生
- 森田日記
- 森田まゆみ
- 森田望智
- 森田理恵
- 森高愛
- 守谷香
- 森月未向
- 守殿愛生
- もりとみ舞
- 森奈みはる
- 森永明日夏
- 森永奈緒美
- 守永真彩
- 森野あすか
- 森野文子
- 森野美咲
- 森林永理奈
- 森部万友佳
- 森見春菜
- 森村聡美
- 森本栞菜
- 森本73子
- 森本華
- 盛本真理子
- 森本ゆうこ
- 守屋茜
- 守屋惠美
- 森谷ふみ
- 守屋ユウ
- 森安加代子
- 森山アスカ
- 森山このみ
- 森山千菜美
- 森山智弥子
- 森山未唯
- 森山ゆうこ
- 森山良子
- 守山玲愛
- 森若香織
- 森脇英理子
- 森脇恵
- 森脇ゆか
- 森脇由紀
- ルビー・モレノ
- 茂呂真紀子
- 諸岡英実
- 諸橋沙夏
- 諸星すみれ

### や行

#### や
- 八百原寿子
- 矢神久美
- 八神康子
- 八木亜希子
- 八木アリサ
- 八木さおり
- 八木栞
- 八木孝子
- 八木菜々花
- 八木のぞみ
- 八木麻衣子
- 八木昌子
- 八木美香
- 八木優希
- 八木莉可子
- 矢木沢まり
- 八木沢れいな
- 矢岸夏南美
- 柳生みゆ
- 薬師寺容子
- 薬師丸ひろ子
- 矢口蒼依
- 矢口海
- 矢口真里
- 矢口陽子
- 薬丸夏子
- 八雲恵美子
- 八雲ふみね
- 矢倉楓子
- 八坂沙織
- 矢崎彩音
- 矢崎希菜
- 矢崎里香
- 谷澤恵里香
- 矢沢華奈子
- 矢沢心
- 屋敷かおり
- 屋敷紘子
- 矢島舞美
- 矢島由紀
- 矢島理佐
- 矢嶋里紗
- 八代亜紀
- 矢代朝子
- 八代華奈
- 八代順子
- 八城夏子
- 八代万智子
- 八城まゆ
- 八代美紀
- 八代みなせ
- 矢新愛梨
- 安亜希子
- 安井真理子
- 安井美沙子 (女優)
- 安井南
- 安井レイ
- 安岡あゆみ
- 安川結花
- 安澤千草
- 安士百合野
- 安田カナ
- 保田圭
- 安田早紀
- 安田聖愛
- 安田成美
- 安田真理
- 安田美香
- 安田美沙子
- 安田洋子
- 安田良子
- 安永亜衣
- 安永亜季
- 安原麗子
- 安宅陽子
- 安室満樹子
- 八十川真由野
- 矢田亜希子
- 矢田千夏
- 八千草薫
- 禰津良子
- 箭内夢菜
- 弥永和子
- 柳川慶子
- 柳杏奈
- 柳いろは
- 柳英里紗
- 柳さく子
- 柳美稀
- 柳めぐみ
- 柳ゆり菜
- 柳沢なな
- 柳沢麻里
- 柳田衣里佳
- 柳谷ユカ
- 柳原可奈子
- 楊原京子
- 柳本絵美
- 柳瀬晴日
- 八並映子
- 矢野妃菜喜
- 矢野裕子 (女優)
- 矢野優花
- 矢野有美
- 矢野陽子
- 矢作佳奈子
- 矢作穂香
- 八幡愛
- ヤハラリカ
- 屋比久知奈
- 矢吹寿子
- 矢吹奈子
- 矢吹春奈
- 薮下柊
- 矢部美穂
- 矢部裕貴子
- 山内絵美子
- 山内映美莉
- 山内志織
- 山内鈴蘭
- 山内瑞葵
- 山内優花
- 山岡厚子
- 山岡久乃
- 山岡由実
- 山岡りえ
- 山賀琴子
- 山賀晴代
- 山形亜裕子
- 山像かおり
- 山縣直代
- 山川恵里佳
- 山川紗弥
- 山川ひろみ
- 山川未菜
- 山川優海
- 山川里菜
- 山岸逢花
- 山岸愛梨
- 山岸彩子
- 山岸奈津美
- 山岸真理
- 山岸万里菜
- 山岸芽生
- 山岸里紗
- 山口朱美
- 山口厚子
- 山口あゆみ
- 山口いづみ (女優)
- 山口絵里奈 (1982年生)
- 山口かおり
- 山口香緒里
- 山口果歩
- 山口果林
- 山口綺羅
- 山口このみ
- 山口紗弥加
- 山口小夜子
- 山口貴子
- 山口千枝
- 山口知紗
- 山口智子
- 山口奈々
- 山口乃々華
- 山口弘美
- 山口真帆
- 山口まゆ (女優)
- 山口美江
- 山口美沙
- 山口美月
- 山口美也子
- 山口美優
- 山口みよ子
- 山口愛
- 山口もえ
- 山口百恵
- 山口由紀
- 山口洋子
- 山口莉愛
- 山口ルツコ
- 山崎夏菜
- 山﨑果倫
- 山崎祥江
- 山崎左度子
- 山崎汐莉
- 山崎静代
- 山崎勢津子
- 山咲千里
- 山崎千惠子
- 山崎千裕
- 山崎照子
- 山﨑天
- 山崎直子 (女優)
- 山崎奈々
- 山崎七海
- 山崎丹奈
- 山崎はるか
- 山崎紘菜
- 山崎真実
- 山崎まりあ
- 山崎美貴
- 山﨑もか
- 山﨑夢羽
- 山崎ゆり
- 山崎和佳奈
- 山﨑玲奈
- 山下智子
- 山下夏生
- 山下菜々子
- 山下永夏
- 山下裕子
- 山下真琴
- 山下真実子
- 山下美月
- 山下結衣
- 山下結穂
- 山下葉子
- 山下容莉枝
- 山下リオ
- 山科ゆり
- 山瀬まみ
- 山添三千代
- 山田愛奈
- 山田朱莉
- 山田彩
- 山田杏奈
- 山田五十鈴
- 山田恵里伽
- 山田絵里奈
- 山田佳奈
- 山田佳奈実
- 山田果琳
- 山田キヌヲ
- 山田邦子
- 山田さくや
- 山田沙耶香
- 山田スミ子
- 山田千晴
- 山田菜々
- 山田はるみ
- 山田茉亜紗
- 山田麻衣子
- 山田昌
- 山田真歩
- 山田まりや
- 山田美緒
- 山田海遊
- 山田萌々香
- 山田桃子
- 山田優 (モデル)
- 山田由起子
- 山田由梨
- 山田梨奈
- 山田里奈
- 山田麗
- ロミ・山田
- 山地まり
- 矢松亜由美
- 大和奈央
- 大和なでしこ
- 山中美奈
- 山根寿子
- 山根舞
- 山野海
- 山野はるみ
- 山野もも
- 山之内重美
- 山之内すず
- 山内明日
- やまはき玲
- 山林真紀子
- 山吹まゆみ
- 山辺有紀
- 山村美智
- 山村紅葉
- 山本亜依
- 山本梓
- 山本彩乃
- 山本杏奈
- 山本郁子 (1958年生)
- 山本郁子 (女優)
- 山本花織
- 山本カナコ
- 山本紗織
- 山本彩
- 山本紗也加
- 山本千夏
- 山本千尋
- 山本奈津子
- 山本南伊
- 山本ひかる
- 山本ふじこ
- 山本富士子
- 山本舞香
- 山本麻貴
- 山本雅子
- 山本真菜香
- 山本真夢
- 山本真由美
- 山本道子 (女優)
- 山本美月
- 山本みどり
- 山本緑
- 山本雅 (女優)
- 山本未來
- 山本安英
- 山本裕子
- 山本ゆかり
- 山本ゆか里
- 山本由貴
- 山本夢
- 山本百合子
- 山本陽子
- 山本与志恵
- 山本理沙
- 山谷花純
- 山脇唯
- 弥生みつき
- 鎗田千裕

#### ゆ
- 湯浅枝里子
- YUI (女優)
- 結 (女優)
- 由井香織
- 唯我
- 結那
- YOU (タレント)
- 優ひかり
- 柚りし菓
- 優亞
- 遊井亮子
- 優香
- 裕加
- 優妃
- 悠木碧
- 有希九美
- 悠木圭子
- 友稀サナ
- 結城さなえ
- 悠城早矢
- 結城しのぶ
- 悠木千帆 (2代目)
- 裕木奈江
- 柚木佑美
- 優木まおみ
- 結城美栄子
- 優希美青
- 結城美優
- 結城めぐみ
- 結城モエ
- 悠木ゆうか
- ゆうきみほ
- 遊佐麻友美
- 夕崎碧
- 夢羽菜
- 優美早紀
- YUKA (AV女優)
- 由夏
- 湯川なつめ
- 湯川ひな
- 湯川美波
- 湯川玲菜 (女優)
- ゆき (女優)
- 由紀さおり
- 由起艶子
- 雪絵ゆき
- 雪代敬子
- 行平あい佳
- 雪見みと
- 雪村いづみ
- 幸村未鈴
- 柚木彩見
- 柚木あゆり
- 柚木亜里紗
- 柚木渚
- 柚希礼音
- 柚来しいな
- 湯田美由紀
- 由月杏奈
- 唯月ふうか
- 柚月美穂
- 湯原弘美
- Yuma (女優)
- 由美あづさ
- 由美かおる
- 弓恵子
- 弓木奈於
- 弓場沙織
- 夢咲ねね
- 夢野いづみ
- 湯屋敦子
- 友里千賀子
- 友利恵
- 百合華 (女優)
- 百合香
- ユリコタイガー
- 百合沙
- 優梨奈
- 石室屋由梨乃

#### よ
- 余貴美子
- 要田禎子
- 葉媚
- ステファニー・ヨーステン
- 横内亜弓
- よこざわけい子
- 横澤夏子
- 横島亜衿
- 横須賀まりこ
- 横須賀昌美
- 横関咲栄
- 横田恵美
- 横田早苗
- 横田ひかる
- 横田ひとみ
- 横田真悠
- 横田美紀
- 横田みさを
- 横町慶子
- 横町ももこ
- 横道侑里
- 横山エミー
- 横山葵子
- 横山知枝
- 横山智佐
- 横山真弓
- 横山通乃
- 横山美雪
- 横山めぐみ
- 横山由依
- 横山結衣
- 横山リエ
- 横山莉枝子
- 横山ルリカ
- 吉居亜希子
- 吉井丈絵
- 吉井乃歌
- 好井ひとみ
- 吉井由紀
- 吉井怜
- 吉内里美
- 吉尾亜希子
- 吉岡あや
- 吉岡小鼓音
- 吉岡奈都美
- 吉岡奈々子
- 吉岡ひとみ
- 吉岡仁美
- 吉岡茉祐
- 吉岡美穂
- 吉岡ユリ
- 吉岡里帆
- 佳香
- 吉川亜州香
- 吉川ひなの
- 吉川雅恵
- 吉川まりあ
- 吉川満子
- 吉川理恵子
- 吉川莉早
- 吉北梨乃
- 吉倉あおい
- 吉倉美月
- 吉越千帆
- 吉咲黎
- 吉沢秋絵
- 吉沢明歩
- 吉沢京子
- 吉澤ひとみ
- 吉沢由起
- 吉澤友貴
- 吉沢梨絵
- 善澄真記
- 吉田あかり
- 吉田亜紀
- 良田麻美
- 吉田絢乃
- 吉田愛歩
- 吉田恵智華
- 吉田かおる
- 吉田桂子
- 吉田早希 (グラビアアイドル)
- 吉田智美 (女優)
- 吉田紗也加
- 吉田志織
- 吉田妙子
- 吉田智由希
- 吉田ななほ
- 吉田日出子
- 吉田仁美
- 吉田真希子 (タレント)
- 吉田昌美
- 吉田まどか
- 吉田真由子
- 吉田真弓 (女優)
- 吉田美佳子
- 吉田美紀 (女優)
- 吉田美月喜
- 吉田恵 (女優)
- 吉田芽吹
- 吉田桃華
- 吉田有希 (アイドル)
- 吉田由香
- 吉田由莉
- 吉田羊
- 吉田陽子
- 吉田莉桜
- 吉田伶香
- 吉田れいな
- 吉田玲奈
- 吉高由里子
- 義達祐未
- 吉谷彩子
- 吉田幸矢
- 吉永アユリ
- 吉永薫
- 吉永小百合
- 吉永まり
- 芳根京子
- 吉野悦世
- 吉野公佳
- 吉野紗香
- 吉乃すみれ
- 吉野比弓
- 吉野真弓
- 吉野実紗
- 吉野有佳
- 芳野友美
- よしのよしこ
- 吉野由志子
- 吉野里亜
- 吉原茉依香
- 吉原麻貴
- 吉水翔子
- 吉宮君子
- 吉村絵梨子
- 吉村元希
- 吉村実子
- 吉村翔子
- 吉村玉緒
- 吉村夏枝
- 吉村奈見
- 芳村真理
- 吉村ミキ
- 吉村優花
- 吉村涼
- 吉本多香美
- 吉本菜穂子
- 吉本真由美
- 吉本実憂
- 芳本美代子
- 吉本選江
- 吉行和子
- 吉行由実
- 与田祐希
- 四元りな
- 世手子
- 與那覇結衣
- 米倉紀之子
- 米倉リエナ
- 米倉涼子
- 米倉れいあ
- 米澤史織
- 米澤成美
- 米沢瑠美
- 米田えん
- 米田弥央
- 米津れいみ
- 米村美咲
- 米盛有彩
- 四方晴美
- 四方正美
- 頼経明子
- 依藤宗子
- 萬代峰子

### ら行

#### ら
- シンシア・ラスター
- ミッチー・ラブ
- ららさくら
- 乱孝寿
- 蘭香レア
- 蘭寿とむ
- 蘭童セル

#### り
- 李媛
- 李丹
- 李千鶴
- 李麗仙
- アンナ・リー
- ReeSya
- RYEKA
- Rio (AV女優)
- 莉音
- RIKACO
- 里久鳴祐果
- 莉子 (モデル)
- 利咲
- 里菜
- 璃乃
- RIMA
- RYU (AV女優)
- りょう (女優)
- 涼ユキノ
- 遼河はるひ
- 諒子
- りりィ
- 里々佳
- LiLiCo

#### る
- LUY
- るい乃あゆ
- 瑠川あつこ
- 琉河天
- 留川真帆
- ルキノ (女優)
- 留美
- 瑠璃奈

#### れ
- Raychell
- Remi (女性ファッションモデル)
- 蓮佛美沙子

#### ろ
- セーラ・ロウエル
- クララ・ローズ
- サヘル・ローズ
- 六車奈々
- 六条奈美子
- Romi (歌手)

### わ行

#### わ
- 和内璃乃
- 和央ようか
- 和香
- 若井久美子
- 若井尚子
- 若尾綾香
- 若尾文子
- 若尾桂子
- 若尾隆子
- わかぎゑふ
- 若木志帆
- 若杉嘉津子
- 若杉凩
- 若槻千夏
- 若月佑美
- 我妻三輪子
- 我妻桃実
- 若菜みさ
- わかばかなめ
- 若葉美花子
- 若林映子
- 若林一美
- 若林志穂
- 若林翔子
- 若林直美
- 若林美保
- 若林優佳
- 若原春江
- 若原瞳
- 若松愛里
- 若松絵里
- 若松来海
- 若松春奈
- 若水ヤエ子
- 若村麻由美
- 若山セツ子
- 若山真樹
- 若山愛美
- 和川ミユウ
- 脇あかり
- 和木ちえり
- 脇沢佳奈
- 和久井映見
- 涌井伶
- わくさわりか
- 和栗みゆ
- 鷲尾いさ子
- 鷲尾真知子
- 和田アキ子
- 和田幾子
- 和田えりか
- 和田紗季
- 和田光沙
- 和田瑞穂
- 和田理沙
- 渡瀬美遊
- 渡瀬ゆき
- 渡部アキ
- 渡辺梓
- 渡辺文香
- 渡辺綾子
- 渡辺あゆみ (タレント)
- 渡辺有菜
- 渡邊安理
- 渡辺えり
- 渡辺江里子
- 渡辺恵伶奈
- 渡辺けあき
- 渡辺桂子 (歌手)
- 渡邉幸愛
- 渡辺早織
- 渡邊小百合
- 渡部史絵
- 渡辺杉枝
- 渡辺千秋 (歌手)
- 渡邉とかげ
- 渡辺とく子
- 渡辺知子
- 渡辺奈緒子
- 渡辺尚子
- 渡辺直美
- 渡辺信子
- 渡辺典子
- 渡辺典子 (声優)
- 渡辺万美
- 渡邉ひかる
- 渡辺瞳
- 渡辺富美子
- わたなべ麻衣
- 渡辺舞
- 渡辺麻恵
- 渡辺真起子
- 渡辺まちこ
- 渡辺真知子
- 渡辺麻友
- 渡部真理子
- 渡辺満里奈
- 渡邊美香 (女優)
- 渡辺美佐子
- 渡部みずき
- 渡辺みなみ (タレント)
- 渡辺美奈代
- ワタナベミノリ
- 渡邉美穂 (アイドル)
- 渡辺未優 (lovely²)
- 渡辺美優紀
- 渡辺みり愛
- 渡部やえ
- 渡辺やよい (女優)
- 渡辺祐子
- 渡辺優奈
- 渡辺由紀
- 渡辺喜子
- 渡辺蘭
- 渡邊璃生
- 渡邊璃音
- 渡辺理砂
- 渡部累
- 渡部るみ
- 渡部若菜
- 渡邉心結
- 渡辺陽子 (女優)
- 綿引さやか
- 渡部彩
- 渡会久美子
- 和地つかさ
- 鰐淵晴子
- 藁科みき